# Prezidentské milosti Miloše Zemana
Prezident České republiky dle čl. 62 Ústavy odpouští a zmírňuje tresty uložené soudem a zahlazuje odsouzení. Prezident Miloš Zeman se na začátku svého prvního mandátu symbolicky vzdal práva udělovat milost, později pravomoc částečně přenesl na Ministerstvo spravedlnosti, ponechal si však právo rozhodovat o udělení milosti pro nevyléčitelně nemocné, v tzv. humanitárních případech. Během tří let na počátku svého prvního mandátu neudělil jedinou milost, od roku 2016 udělil 26 milostí. Kontroverzní omilostnění doživotně odsouzeného Jiřího Kajínka, aktivního podnikatele Pavla Podroužka či omilostnění Miloše Baláka, ředitele Lesní správy Lány, vyvolala silnou společenskou odezvu. Udělení milosti Jiřímu Kajínkovi přivedlo odborníky k diskusi o další existenci a formě této pravomoci prezidenta, milost pro Miloše Baláka diskusi znovu oživila a zároveň vedla k úvahám senátorů o podání ústavní žaloby na prezidenta. Kontroverzní milosti pro Janu Nečasovou a společnost Energie – stavební a báňská byly uděleny v samém závěru mandátu.

## Postoj k pravomoci milosti
Na sklonku srpna 2002 poskytl Miloš Zeman rozhovor deníku Právo, ve kterém představil svůj pohled na výkon funkce prezidenta republiky. Uvedl v něm mimo jiné: „Neměl by přehnaně udělovat milosti a amnestie, ...“ a „Měl by při svých rozhodováních respektovat ty názory lidí, kteří jsou odborně zdatnější než on. Například při udělování milostí respektovat názor ministra spravedlnosti.“
Před svým zvolením prezidentem Miloš Zeman prohlašoval, že milosti a amnestie považuje za feudální přežitek, a proto by milosti neuděloval a zvažoval by jen žádosti nevyléčitelně nemocných odsouzených toužících strávit naprostý závěr života doma. Odsouzený by se ale nesměl dopustit závažných trestných činů. Totéž zopakoval krátce po svém zvolení v diskusním pořadu Partie televize Prima Family.

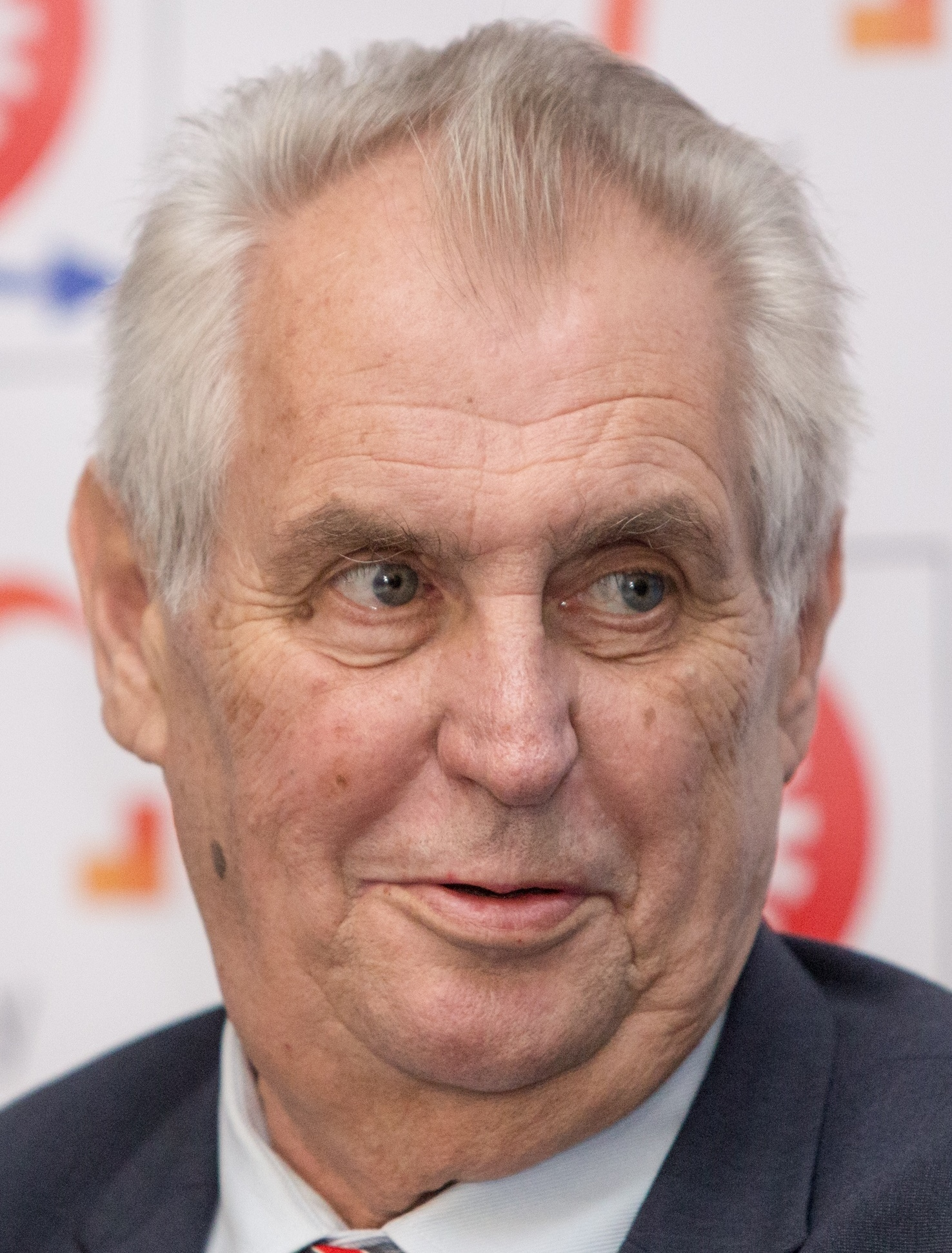
Miloš Zeman

Ve svém prohlášení po inauguraci, předneseném 8. března 2013 na Hradčanském náměstí vedle sochy T. G. Masaryka, stran prezidentské milosti Miloš Zeman prohlásil: „(…) i v Ústavě ČR existují zbytečné monarchistické prvky, jako je například právo prezidenta ČR udělovat amnestii nebo milosti. Sám za sebe se těchto práv dobrovolně vzdávám a přál bych si, aby byla změněna Ústava takovým způsobem, aby jakýkoli můj nástupce nemohl institut amnestie nebo milosti jakýmkoli způsobem zneužít. A to je jeden z mých závazků mé prezidentské funkce.“ Tento závazek byl během jeho dvou mandátů Zemanem mnohokrát porušen.
Ve svém vánočním poselství, které přednesl v televizi 26. prosince 2013, připomněl svůj slib nevyhlašovat amnestii a neudělovat milosti s výjimkou případů nevyléčitelně nemocných, kteří se nedopustili závažného trestného činu. Tento přístup považoval za pojistku před kontroverzními milostmi, které udělili jeho předchůdci V. Havel a V. Klaus. Jako třetí nezbytnou podmínku uváděl prezident zajištěné rodinné zázemí odsouzeného.
V březnu 2015 odstupující ministryně spravedlnosti Helena Válková požádala prezidenta Zemana o zvážení přísných podmínek pro udělování milosti, neboť nemohla předložit téměř žádný návrh na udělení milosti (tři předložené návrhy byly zamítnuty). Prezident připustil možnost polevit v kritériích týkajících se zdravotního stavu nebo rodinného zázemí, zdůraznil však, že neustoupí od podmínky vylučující pachatele zvlášť závažného trestného činu.
V lednu 2018 v předvolebním rozhovoru pro rozhlasovou stanici Frekvence 1 Miloš Zeman uvedl, že udělování milostí by v dalším volebním období omezil pouze na lidi v těžké životní situaci a další milost jako pro Jiřího Kajínka by během druhého mandátu neudělil.
Při jmenování nových soudců v únoru 2020 vysvětloval prezident své rozhodování o milostech a uvedl, že milost volí v případě smrtelně nemocných odsouzených, kterým milost umožní strávit několik měsíců ve své rodině. Zdůraznil, že dosud neudělil milost žádnému tuneláři, protože majetkové trestné delikty by podle prezidenta měly být správně potrestány, aby jejich pachatele nikdo nenapodoboval.

## Přenesení pravomoci na ministra spravedlnosti
Rozhodnutím prezidenta republiky č. 378/2013 Sb. přenesl Miloš Zeman v listopadu 2013 svoji pravomoc provádět řízení o žádostech o milost a zamítat žádosti na ministra spravedlnosti s výjimkou „žádostí osob trpících závažnou chorobou nebo nevyléčitelnou chorobou bezprostředně ohrožující život, pokud nebudou soudem shledány podmínky pro užití ustanovení § 327 odst. 4 trestního řádu.“
Postup, kdy hlava státu nemá možnost přečíst všechny žádosti, byl kritizován bývalým ministrem spravedlnosti Jiřím Pospíšilem a ústavním právníkem Janem Kyselou jako hraničící s porušením Ústavy. Za převedení pravomoci kritizoval Zemana i předchozí prezident Václav Klaus, který pravomoc vždy chápal jako výsadu hlavy státu, kterou není možné delegovat na úředníky. Podle Klause přenesením pravomoci Zeman poprvé mění ústavní zvyklosti. Advokát Josef Lžičař konstatoval, že udílení milostí jako výsostného práva vycházejícího z Ústavy by se prezident neměl zbavovat. Podobný názor vyjádřil v roce 2014 i náměstek ministryně spravedlnosti Petr Jäger. Josef Lžičař také připomněl, že hlava státu stojí mimo justici a nerozhoduje o vině a trestu, ale dává milostem lidský rozměr. Zrušení možnosti přenesení rozhodování o žádostech o milost na ministerstvo spravedlnosti bylo součástí základních principů trestního řádu připravovaného komisí vedenou Pavlem Šámalem, neboť ústavní pravomoc prezidenta republiky by neměla být přenášena na jiný orgán.
Ministryně spravedlnosti v demisi Marie Benešová v reakci konstatovala, že se vrací staronová praxe, která byla už v minulosti na ministerstvu zažitá. Připomínala tak stav po rozhodnutí prezidenta Václava Havla č. 33/1994 Sb., kterým přenesl pravomoc provádět řízení a zamítat bezdůvodné žádosti na ministra spravedlnosti, trvající až do rozhodnutí Václava Klause č. 254/2003 Sb. rušící rozhodnutí o přenesení.

## Zpracování žádostí na ministerstvu spravedlnosti
Po přenesení pravomoci ministerstvo spravedlnosti přiznalo technické problémy při zpracování žádostí, především nutnost vyčlenit na jejich vyhodnocení zvláštní tým lidí. Od uvedení prezidenta Zemana do funkce do převedení pravomoci na ministerstvo spravedlnosti v listopadu 2013 nebyly žádosti o milost na Hradě vyřizovány. Dle tehdejší ministryně v demisi Marie Benešové bylo z Hradu na ministerstvo po převedení pravomoci předáno 500 žádostí ke zpracování. Později vyřizování žádostí o milost na ministerstvu zajišťovalo oddělení ústavněprávní s vedoucí, dvěma referenty a sekretářkou.
| Rok  | Počet |
| ---- | ----- |
| 2013 | 566   |
| 2014 | 690   |
| 2015 | 588   |
| 2016 | 625   |
| 2017 | 747   |
| 2018 | 933   |
| 2019 | 605   |
| 2020 | 807   |

V roce 2013 došly žádosti týkající se celkem 566 osob, v následujícím roce bylo požádáno o omilostnění 690 osob, v roce 2015 se žádosti týkaly 588 osob a v roce 2016 byla milost žádána pro 625 osob. V roce 2017 dosáhl počet žádostí na číslo 747 a v roce 2018 byl tento počet překonán 933 žádostmi. V roce 2019 počet žádostí klesl na 605, v následujícím roce vzrostl na 807 a v roce 2021 obdrželo ministerstvo do 1. listopadu 636 žádostí. Ministerstvo spravedlnosti evidovalo od roku 2013 do července 2018 celkem 3929 žádostí o milost, s koncem roku 2018 počet dosáhl 4149 žádostí.
Podmínky určené prezidentem vedly k zamítání naprosté většiny žádostí na ministerstvu. Vedoucí oddělení Tereza Krupová v rozhovoru pro Lidové noviny v září 2015 uvedla, že bez opravdu vážného zdravotního stavu bude žádost téměř automaticky zamítnuta, protože závažné zdravotní problémy jsou jediným kritériem umožňujícím postoupit žádost prezidentovi. Podle T. Krupové přicházelo na ministerstvo v průměru 40 žádostí o milost týdně. Někteří vytrvalí žadatelé opakovali žádosti i po měsíci, tyto často opakované žádosti byly rovnou odmítány pro existenci dřívějšího posouzení. Pro jednotlivé vyřizované žádosti byly oddělením následně vyžádány další dokumenty jako informace z vězení či lékařské zprávy, získané informace byly ověřovány. Podle Krupové byla ale velká část žádostí špatně odůvodněná a přísné podmínky stanovené prezidentem neumožňovaly předat žádosti prezidentovi. Jen zlomek žádostí byl předložen k posouzení prezidentovi a i některé z předložených byly prezidentem Zemanem zamítnuty, v srpnu 2018 Lucie Machálková z ministerstva spravedlnosti uvedla 23 žádostí předložených prezidentovi, z čehož 8 žádostí bylo předáno v roce 2018.
V roce 2015 nebyla ani jedna z žádostí postoupena Kanceláři prezidenta republiky (KPR).
V roce 2019 nebyl omilostněn nikdo. Ministerstvo spravedlnosti vybralo v průběhu roku šest žádostí o milost, které postoupilo prezidentovi. Do Vánoc bylo pět žádostí zamítnuto, poslední žádost byla před Vánoci na Hrad předávána.
Na podzim 2016 požádalo ministerstvo spravedlnosti o vyjasnění, jakým způsobem přistupovat k žádostem o milost pro právnické osoby (viz Společnost TENTON). Prezident odmítl firmám milost udělovat, protože nesplňují jím stanovené podmínky.
Ke konci druhého mandátu prezidenta Zemana žádalo o milost stále více lidí – v srpnu 2022 dorazilo na ministerstvo spravedlnosti 60 žádostí, v prosinci 2022 pak 139.
Ministerstvo spravedlnosti v průběhu obou mandátů prezidenta Zemana obdrželo 7646 žádostí o milost. Z nich jen u 58 žádostí vyhodnotilo splnění stanovených podmínek prezidenta republiky. Tyto žádosti postoupilo na Hrad k rozhodnutí, přičemž prezident vyhověl 18 žádostem. Zbylých 8 milostí udělil prezident bez spolupráce s ministerstvem spravedlnosti.

## Udělené milosti
Zeman během svého prezidentství udělil 26 milostí (v rozhovoru v prosinci 2022 uvedl, že milostí udělil 27), což bylo oproti jeho předchůdcům řádově méně. Během prvního mandátu udělil Zeman devět milostí, v průběhu druhého mandátu jich udělil sedmnáct. Pro srovnání Václav Havel udělil přes 1000 milostí jako federální prezident a 860 milostí jako český prezident, Václav Klaus udělil milost 412 lidem.
| Přehled udělených milostí | Přehled udělených milostí | Přehled udělených milostí | Přehled udělených milostí   | Přehled udělených milostí |
| Poř.                      | Soulad                    | Udělení                   | Důvod                       | Předmět                   |
| ------------------------- | ------------------------- | ------------------------- | --------------------------- | ------------------------- |
| 1.                        | ano                       | únor 2016                 | zdravotní stav              | PZT                       |
| 2.                        | ano                       | 31. května 2016           | zdravotní stav              | PZT                       |
| 3.                        | ano                       | 27. září 2016             | zdravotní stav              | ZTS                       |
| 4.                        | ne                        | 20. listopadu 2016        | péče o dítě                 | PZT                       |
| 5.                        | ano                       | 20. listopadu 2016        | zdravotní stav              | PZT                       |
| 6.                        | ano                       | 13. prosince 2016         | zdravotní stav              | PZT                       |
| 7.                        | ano                       | 4. dubna 2017             | zdravotní stav              | PZT                       |
| 8.                        | ne                        | 23. května 2017           | pochybnosti nad rozsudkem   | PPZT                      |
| 9.                        | ne                        | 1. března 2018            | péče o dítě                 | PZT                       |
| 10.                       | ano                       | 28. srpna 2018            | zdravotní stav              | PZT                       |
| 11.                       | ne                        | 22. října 2018            | amputace nohou              | PZT, ZTS                  |
| 12.                       | ano                       | 22. ledna 2020            | zdravotní stav              | PZT                       |
| 13.                       | ne                        | 19. března 2020           | záchrana života             | PZT                       |
| 14.                       | ano                       | 19. března 2020           | zdravotní stav              | PZT                       |
| 15.                       | ano                       | 18. září 2020             | zdravotní stav              | PZT                       |
| 16.                       | ne                        | 20. října 2020            | péče o děti                 | PPZT                      |
| 17.                       | ne                        | 16. prosince 2020         | záchrana života             | PZT, REH                  |
| 18.                       | ne                        | 31. března 2021           | zdravotní stav              | PZT                       |
| 19.                       | ne                        | 1. června 2021            | péče o děti, zdravotní stav | PZT                       |
| 20.                       | ne                        | 9. září 2021              | zdravotní stav              | ZTS, PT                   |
| 21.                       | ne                        | 26. března 2022           | pochybnosti nad rozsudkem   | PT, REH                   |
| 22.                       | ne                        | 23. listopadu 2022        | nepřiměřenost trestu        | PZT                       |
| 23.                       | ne                        | 23. listopadu 2022        | nepřiměřenost trestu        | PZT                       |
| 24.                       | ne                        | 23. listopadu 2022        | nepřiměřenost trestu        | PZT                       |
| 25.                       | ne                        | 11. ledna 2023            | časový odstup, řádný život  | PZDPT                     |
| 26.                       | ne                        | 7. března 2023            | dopad na zaměstnance        | PZT                       |

Vysvětlivky: Soulad = soulad s podmínkami prezidenta, (P)PZT = (podmíněné) prominutí zbytku trestu, PT = prominutí trestu, PZDPT = prominutí zkušební doby podmíněného trestu, ZTS = zastavení trestního stíhání, REH = rehabilitace

### První milost (Pavel Mareš)
První milost dostal v únoru 2016 čtyřiatřicetiletý Pavel Mareš z Pacova na Pelhřimovsku (uváděna je i Plzeň), který byl po odpykání části trestu pro svůj zdravotní stav podmíněně propuštěn do nemocničního ošetřování. V žádosti o milost argumentoval chronickým autoimunitním onemocněním, roztroušenou sklerózou, s nepříznivou prognózou, pro které již měl několikrát přerušený trest, aby mohl být léčen na specializovaném pracovišti.
Pavel Mareš byl odsouzený na tři roky nepodmíněně za méně závažnou majetkovou trestnou činnost, které se dopustil při svém podnikání v oboru stavební činnosti, opravy aut a výroby nábytku neplacením materiálu či nedodáním zaplacené práce. Konkrétně byl bývalý živnostník odsouzen za 38 podvodů, kterými způsobil škodu ve výši tří miliónů korun, a za zkreslování údajů o stavu hospodaření. Uložený trest byl Marešův první.

### Druhá milost
Na základě podnětu ministra spravedlnosti Roberta Pelikána udělil Miloš Zeman 31. května 2016 druhou milost. Omilostněnému prominul zbytek jednoho trestu a tři celé tresty odnětí svobody v celkové výši zhruba 29 měsíců za maření výkonu úředního rozhodnutí a vykázání, které si měl omilostněný odpykávat do srpna 2018. Prezident přihlédl k závažnému zdravotnímu stavu omilostněného – již před udělením milosti přerušil soud odsouzenému výkon trestů, neboť mu nebylo možné zajistit potřebnou zdravotní péči ve věznici.
Podrobnosti o osobě, okolnostech odsouzení či nemoci nebyly zveřejněny, ČTK je následně zjistila na základě zákona o svobodném přístupu k informacím. Omilostněný měl 15 záznamů v rejstříku trestů, které získal převážně za řízení aut bez řidičského průkazu, který ani nikdy nevlastnil. Soudy mu v minulosti uložily mimo jiné i zákaz řízení všech motorových vozidel. V září 2014 nenastoupil bez závažného důvodu do výkonu trestu na 10 měsíců, do vězení se dostal až po zadržení policií o více než měsíc později, což pro něj znamenalo záznam za maření úředního rozhodnutí. Podle lékařských zpráv omilostněný trpěl souborem závažných onemocnění, např. pro dysfunkční ledviny potřeboval omilostněný třikrát týdně dialýzu a kvůli cukrovce každodenní aplikaci inzulinu. Podstoupil amputaci části chodidla a lékaři nevylučovali amputaci celé nohy. Muž však v minulosti s lékaři nespolupracoval, léčbu odmítal, nenastoupil přes doporučení chirurgů do nemocnice a svévolně redukoval frekvenci dialýzy. Jeho trvale odmítavý postoj k léčbě byl důvodem, proč ministr Pelikán předchozí žádost o milost v červnu 2015 zamítl. Následující žádost o milost podanou sedmdesátiletou matkou odsouzeného ministr Pelikán předal pro splnění prezidentových podmínek Hradu, ale udělení milosti nedoporučil.

### Třetí milost
Třetí milost udělil prezident 27. září 2016 zastavením trestního stíhání z důvodu neuspokojivého zdravotního stavu obviněného na základě podnětu ministra spravedlnosti Roberta Pelikána. Obviněný v důsledku poškození mozku po cévní mozkové příhodě a pro duševní poruchu nebyl schopen chápat smysl trestního řízení, které bylo z tohoto důvodu přerušeno. Žádost o milost podala dozorující státní zástupkyně, která dle zákona nemohla zastavit trestní stíhání obviněného za přečin maření výkonu úředního rozhodnutí a vykázání. Kromě vážného zdravotního stavu obviněného státní zástupkyně v žádosti uvedla, že pokud by trestní stíhání mohlo pokračovat, tak by soud nejspíše pouze vyslovil vinu, ale od potrestání by upustil vzhledem k době, která od spáchání činu uplynula. Podle ČTK by horní hranice trestní sazby činila dva roky vězení. Prezidentovo rozhodnutí o zastavení stíhání, tj. abolici, musel na rozdíl od prominutí uděleného trestu kontrasignovat předseda vlády.
Podle informací ČTK byl omilostněn třicátník v invalidním důchodu, který byl dříve opakovaně potrestán brněnským městským soudem. V roce 2003 mu byl za křivé obvinění uložen sedmiměsíční podmíněný trest. V roce 2006 byl za sprejerství potrestán obecně prospěšnými pracemi, které však nevykonal a musel proto nastoupit do vězení. V roce 2012 mu soud za pokus o krádež uložil osmiměsíční podmínku s tříletou zkušební dobou, ale tento skutek byl amnestován. Prezidentem Zemanem zastavené trestní stíhání začalo v roce 2011, kdy řídil auto, přestože mu městský úřad v Třebíči odebral řidičský průkaz a současně zakázal řídit po dobu 16 měsíců. O rok později jej postihla mozková příhoda, po níž mu ochrnuly kromě lícního nervu i pravé končetiny, začal trpět i duševní poruchou. Podle psychiatrického posudku nebyl schopen chápat smysl stíhání a správně vnímat ani sdělovat informace.

### Čtvrtá milost (L. G.)
Na návrh ministra spravedlnosti Roberta Pelikána udělil prezident 20. listopadu milost mladé ženě, jež se ve věznici starala o malého syna, a prominul jí zbytek trestu odnětí svobody uloženého za zpronevěru. Podle tvrzení Hradu se na prezidenta republiky obrátil papež František osobním dopisem s žádostí, aby ke konci Svatého roku prokázal akt milosrdenství a laskavosti, aniž by papež František zmiňoval konkrétní formu tohoto aktu. Prezident Zeman se rozhodl vyhovět a k poslednímu dni Svatého roku udělil milost odsouzené ženě, která nesplňovala prezidentovu podmínku velmi závažného zdravotního stavu. Důvodem pro výjimečnou milost bylo malé dítě, které bylo ve výkonu trestu společně s matkou. Ačkoliv se matka o svého syna vzorně starala, po dosažení věku tří let by musel být od matky oddělen. Omilostněná byla trestaná poprvé a významnou část trestu již vykonala.
Svatý rok je v křesťanské tradici rokem odpuštění dluhů a trestů za spáchané hříchy, mimořádný Svatý rok 2015 neboli Svatý rok Božího milosrdenství je provázen výzvou papeže Františka ke zmírnění či odpuštění trestů pro odsouzené a zlepšení podmínek ve věznicích. Omilostněná L. G. si v letech 2004 až 2008 ponechávala pro svou potřebu tržby od zákazníků, čímž svému zaměstnavateli způsobila škodu ve výši přes 8,2 miliónů Kč. Městský soud v Praze ji v lednu 2012 shledal vinou ze zvlášť závažného zločinu zpronevěry a odsoudil k pětiletému trestu odnětí svobody, což v únoru 2014 potvrdil Vrchní soud v Praze. Výkon trestu nastoupila se synem v říjnu téhož roku ve Věznici Světlá nad Sázavou na speciálním oddělení pro matky s dětmi. Konec trestu byl stanoven na říjen 2019, od dubna 2017 by mohla žádat o podmínečné propuštění a soud by ji vzhledem k vzornému chování mohl vyhovět, nicméně její syn by dosáhl věku 3 let dříve a byl by jí odebrán. V návrhu ministr Pelikán uvedl zajištěné rodinné zázemí, odhodlání vést řádný život i předešlou zamítnutou žádost o milost odsouzené. Ministerstvo s žádostí údajně oslovil Jindřich Forejt, tehdejší šéf hradního protokolu.

### Pátá milost (Jiřina Mošnová)
Ve stejný den, tj. 20. listopadu 2016, udělil Miloš Zeman též na podnět ministra spravedlnosti Roberta Pelikána pátou milost. Omilostněné ženě prominul zbytek souhrnného trestu odnětí svobody, který jí byl soudem uložený za trestné činy podvodu, zpronevěry a porušování povinnosti v řízení o konkurzu. Milost byla udělena v době, kdy měla odsouzená vykonanou téměř polovinu trestu. Prezident Zeman přihlédl k dlouhodobé léčbě závažné psychické nemoci odsouzené, která byla důvodem pro opakované přerušení výkonu trestu soudem. Podle tiskové zprávy Hradu si odsouzená odpykávala svůj první trest, ve věznici byla kladně hodnocena a proto přeřazena do věznice s mírnějším režimem.
Z přípisu ministra spravedlnosti vyplynulo, že omilostněná byla trestaná opakovaně. Právnička Jiřina Mošnová, bývalá majitelka advokátní kanceláře, byla již dříve odsouzená k nepodmíněnému odnětí svobody na 5 let. Podle posledního rozsudku z roku 2009 společně s tehdejším manželem Pavlem Voltrem vylákala v období 2000–2003 podvodně 267 tisíc Kč. Podílela se na projektu výstavby optického kabelu společnosti České radiokomunikace a s majiteli dotčených pozemků uzavírala smlouvy na právnické úkony spojené s vypracováním smluv o zřízení věcného břemene, přičemž slibovala nereálné odškodnění. Následně si nechala hradit zálohy na právnické služby, ty však neprovedla, nad to faktury vystavovala majitelům pozemků i protistraně. Následně se manželé pokusili nezákonně získat dalších 14,5 milionu Kč a měli připravené faktury pro vlastníky pozemků na dalších 319 tisíc Kč. Soud jí uložil souhrnný trest v délce 6,5 roku, jeho výkon nastoupila v červenci 2014 a bez přerušování měl trvat do roku 2020. Ministr Pelikán si byl vědom závažnosti její trestné činnosti a navrhoval uvažovat o podmíněném uložení milosti. Omilostněná v minulosti prodělala vážnou dopravní nehodu, po které měla trvalé následky. Od roku 2003 byla invalidní důchodkyní, v době udělení milosti pobírala starobní důchod. Trest vykonávala ve Věznici Světlá nad Sázavou, kde byla umístěna na specializovaném oddělení.

### Šestá milost
Na podnět ministra spravedlnosti Roberta Pelikána udělil 13. prosince 2016 prezident milost onkologicky nemocnému muži. Milostí byl omilostněnému prominut zbytek souhrnného trestu odnětí svobody uloženého za majetkovou trestnou činnost v délce téměř dvou let. Prezident znovu přihlédl k závažnému zdravotnímu stavu, pro který měl odsouzený opakovaně soudem přerušen výkon trestu a v době milosti podstupoval náročnou a dlouhodobou léčbu. V tiskové zpravě byl omilostněný označen za „značného recidivistu“, nicméně prezident přihlédl k povaze spáchaných trestných činů.
Omilostněný má v rejstříku trestů 18 záznamů převážně za majetkovou trestnou činnost včetně vloupání a porušování domovní svobody. Naposledy byl odsouzen v roce 2013 k tříletému nepodmíněnému trestu odnětí svobody, dvouletému zákazu pobytu v Teplicích a trestu propadnutí věci. Neboť vězeňská služba nemohla zajistit potřebnou léčbu, byl muži Okresním soudem v Chomutově v prosinci 2015 výkon trestu ve Věznici Všehrdy přerušen, později bylo přerušení prodlouženo do konce roku 2016. Podle lékařské zprávy byla nemoc odsouzeného v pokročilé fázi a nevyléčitelná, při udělení milosti podstupoval léčbu chemoterapií a biologickou léčbu.

### Sedmá milost
Na základě podnětu předloženého ministrem spravedlnosti Robertem Pelikánem udělil Miloš Zeman 4. dubna 2017 sedmou milost. Omilostněnému prominul zbytek trestu odnětí svobody za majetkovou trestnou činnost a nedovolené ozbrojování. Prezident přihlédl k velmi závažnému onkologickému onemocnění omilostněného, který podstupoval bezodkladnou, specializovanou a náročnou léčbu, a uvážil také přerušení výkonu trestu soudem pro dlouhodobě nepříznivý zdravotní stav.
Omilostněný se v minulosti dopustil sedmi majetkových trestných činů, o posledním trestu v délce tří let v druhém nejpřísnějším typu věznice rozhodla pardubická pobočka královéhradeckého krajského soudu v březnu 2016 za krádež, poškození cizí věci a nedovolené ozbrojování. Odsouzený měl rakovinu plic a v květnu téhož roku postoupil radioterapii gama nožem kvůli metastázám na mozku. V létě 2016 mu soud přerušil výkon trestu z důvodu nutnosti specializované léčby, kterou vězeňská nemocnice neposkytuje.

### Osmá milost (Jiří Kajínek)
Osmá milost byla v květnu 2017 udělena doživotně odsouzenému vrahovi Jiřímu Kajínkovi ve formě podmíněného prominutí zbytku trestu. Na rozdíl od ostatních milostí, jejichž udělení zveřejňoval Hrad až zpětně, informoval prezident Zeman již o zvažování této milosti a následně i o jednotlivých krocích. Milost se lišila i skutečností, že Kajínek byl potrestán za zvlášť závažný trestný čin a zároveň netrpěl nevyléčitelnou nemocí, čímž nevyhovoval podmínkám, které si prezident sám pro udělení milostí stanovil. Vzhledem ke známosti omilostněného i kontroverznosti vzbudila tato milost silnou společenskou odezvu. Udělení milosti přivedlo odborníky k diskusi o další existenci a formě této pravomoci prezidenta.

### Devátá milost
Devátou milost udělil prezident 1. března 2018 muži z Novojičínska, který si odpykával trest odnětí svobody za ohrožení pod vlivem návykové látky a usmrcení z nedbalosti, přestože omilostněný nesplňoval podmínku závažného zdravotního stavu. Odsouzený způsobil dopravní nehodu, při které zahynula jeho manželka a syn. Důvodem pro udělení milosti byl především druhý nezletilý syn, který by po tragické nehodě a následném uvěznění otce přišel o všechny nejbližší rodinné příslušníky, což by mělo trvalý negativní dopad na jeho další psychický vývoj. Prezident přihlédl k doživotnímu potrestání omilostněného úmrtím manželky a dítěte, dále k prosbám pozůstalých, k okolnostem dopravní nehody, při níž nebyla žádná jiná osoba zraněna či nikomu způsobena hmotná škoda, a též k předchozímu bezúhonnému a řádnému životu omilostněného. Udělená milost prominutí zbytku trestu se nevztahovala na sedmiletý zákaz řízení motorových vozidel a povinnost zaplatit vysoké odškodné pozůstalým zesnulé ženy. Novinky.cz připomněly, že jde již o třetí porušení podmínek, které si pro udělování milostí Miloš Zeman stanovil.
Omilostněný o velikonočním víkendu v roce 2016 vyjel nedaleko Skřipova na Opavsku dodávkou ze silnice, narazil do stromu a následně se bočně zastavil o další strom. Na místě zahynula jeho třiatřicetiletá manželka a šestiletý syn, zranění mladšího syna si vyžádalo letecký transport do nemocnice, řidič byl při nehodě zraněn jen lehce. Při dechové zkoušce byla řidiči zjištěna více než jedna promile alkoholu v krvi. Okresní soud v Opavě rozhodl o zákazu řízení a náhradě škody, při zohlednění polehčujících okolností muži uložil dvouletý trest domácího vězení, aby mohl zůstat s přeživším synem. Odvolací Krajský soud v Ostravě ale trest zpřísnil na čtyři roky vězení nepodmíněně, což odůvodnil odpovědností řidiče za smrt dvou členů rodiny při zásadním porušení dopravních předpisů. Rozsudek následně potvrdil i Nejvyšší soud. V srpnu 2017 se muže zastal Ústavní soud, který v nálezu ve věci II. ÚS 2027/17 rozhodnutí odvolacího a Nejvyššího soudu zrušil, přičemž krajskému soudu vytkl nedostatečné odůvodnění zpřísnění trestu. Krajskému soudu uložil vzít při novém rozhodování o trestu v potaz účel trestání, podle zvolených účelů odůvodnit přiměřenost trestu, přihlédnout i k polehčujícím okolnostem a zejména zahrnout nejlepší zájem mladšího syna. Krajský soud však z právního názoru neustoupil a nepodmíněný trest pouze zmírnil na 3,5 roku. Řidič proto nastoupil výkon trestu, zatímco o tehdy tříletého syna se starali rodiče zesnulé matky.

### Desátá milost (Drahomír Nosek)
V reakci na podnět ministra spravedlnosti Jana Kněžínka udělil prezident 28. srpna 2018 celkově desátou milost muži s onkologickým onemocněním. Prezident Zeman muži prominul zbytek trestu odnětí svobody uloženého za trestné činy zneužití pravomoci úřední osoby, maření výkonu úředního rozhodnutí a přijetí úplatku. Přihlédl k dlouholeté léčbě život ohrožujícího onkologického onemocnění omilostněného, která vyžaduje dlouhodobou a vysoce specializovanou péči na odborném lékařském pracovišti. Podle Hradu vedl omilostněný před překročením zákona bezúhonný život, při kterém byl prospěšný společnosti, a trestného činu se dopustil jediným skutkem, který po předchozím opuštění veškerých veřejných funkcí již nemůže zopakovat.
Podle deníku Aktuálně.cz byl omilostněn Drahomír Nosek, bývalý dlouholetý starosta Hevlína na Znojemsku. V roce 2011 se dohodl Pavel Urban se starostou Noskem, že starosta za úplatu pošle Probační a mediační službě ve Znojmě lživou zprávu, že odsouzený Pavel Urban splnil trest obecně prospěšných prací, které však Urban nikdy nevykonal. Urban byl odsouzen k tomuto trestu za nedovolenou výrobu a jiné nakládání s omamnými látkami. Okresní soud ve Znojmě odsoudil v říjnu 2013 oba muže, Drahomíra Noska k nepodmíněnému trestu odnětí svobody a zákazu činnosti. Po odvolání obou odsouzených posuzoval v srpnu 2014 případ Krajský soud v Brně, o rok později Nejvyšší soud rozsudek zcela zrušil a v případě Noska nařídil nové projednání. Znojemský okresní soud při opětovném projednání shledal bývalého starostu vinného z trojice zmíněných trestných činů a rozhodl o nepodmíněném trestu odnětí svobody, který po odvolání Krajský soud v Brně zkrátil na 30 měsíců vězení. Druhé dovolání Nejvyšší soud zamítl a Nosek neuspěl ani se stížností k Ústavnímu soudu. Následně bývalý starosta dvakrát uspěl s žádostí o odklad nástupu výkonu trestu ze zdravotních důvodů, kdy mu bylo vyhověno, vždy o několik měsíců. Noskova žádost o upuštění od zbytku trestu byla ale Okresním soudem ve Znojmě zamítnuta. Do vězení Nosek však kvůli svému zdravotnímu stavu nenastoupil.

### Jedenáctá milost
Prezident Miloš Zeman 22. října 2018 omilostnil handicapovaného muže, kterému prominul roční nepodmíněný trest odnětí svobody a zároveň rozhodl o zastavení trestního stíhání za opakovaný přečin zanedbání povinné výživy za kontrasignace premiéra Andreje Babiše. Dle tiskové zprávy Hradu se prezident slitoval nad doživotně handicapovaným, který při nedávné tragické události přišel o obě nohy, a umožnil mu přizpůsobení na nepříznivou životní změnu. Prezident zdůraznil, že svým rozhodnutím nijak neomlouvá neplatiče výživného a ani nijak nekrátí právo matky jeho syna nadále vymáhat dlužné výživné; milostí jen zabránil dalšímu ztížení situace omilostněného. Podnět k posouzení žádosti o milost předložil ministr spravedlnosti Jan Kněžínek.
Omilostněný muž měl v době milosti v rejstříku trestů čtyři různá odsouzení. Poprvé byl odsouzen v roce 1997 za krádež k podmíněnému osmiměsíčnímu trestu odnětí svobodu. Podruhé byl odsouzen v roce 2006 k podmíněnému šestiměsíčnímu trestu odnětí svobody za neplacení výživného. Za opakovaný čin byl následně odsouzen k desetiměsíční podmínce, ale ta mu byla prominuta amnestií Václava Klause v roce 2013. Počtvrté byl odsouzen Městským soudem v Brně opět za neplacení alimentů k podmíněnému ročnímu trestu s tříletou zkušební lhůtou, ve které měl vést řádný život, uhradit dlužné výživné a řádně platit alimenty. Jelikož podmínku nesplnil, měl nastoupit výkon trestu ve věznici. Před nástupem ho v dubnu 2018 srazil vlak, po nehodě mu musely být amputovány obě nohy. Při nehodě byl opilý, zdravotníci mu následně naměřili 1,7 promile alkoholu v krvi. V době omilostnění prezidentem bylo proti muži vedeno další trestní řízení pro neplacení výživného. V žádosti o milost muž uvedl, že mu jeho finanční situace neumožňovala alimenty platit, u dalších svých tří dětí vyživovací povinnosti řádně plní, což by po nástupu do vězení nemohl. Doplnil také, že bez nohou je s chodem domácnosti a hygienou odkázaný na pomoc dalšího člověka.

### Dvanáctá milost (Václav Grimm)
Na žádost ministryně spravedlnosti Marie Benešové udělil prezident 22. ledna 2020 milost onkologicky nemocnému muži, kterému prominul zbytky tří nepodmíněných trestů odnětí svobody. Omilostněný třiašedesátiletý Václav Grimm z Kladna je recidivistou, který byl několikrát nepodmíněně odsouzen za krádeže a loupež. Prezident se pro omilostnění rozhodl i přesto, že omilostněný opakovaně páchal trestné činy a dlouhodobě žil bez stálého přístřeší, z čehož se odvíjela jeho trestná činnost. Prezident zohlednil vážný zdravotní stav způsobený nádorovým onemocněním v kombinaci s dalšími nemocemi, které bezprostředně ohrožují život omilostněného. Přihlédl i k násilnému útoku, jehož se stal obětí, byl při něm těžce raněn a který přispěl ke zhoršení jeho zdravotního stavu. Prezident uvedl, že když žadatel přes „tíživé okolnosti“ usiluje o řádný a pro společnost přijatelný způsob života, je potřeba jej v tomto úsilí podpořit. V době udělení milosti měl muž přerušený výkon trestů a podstupoval onkologickou léčbu.
Nemocný byl v minulosti soudy potrestán za 18 různých činů. Největší trest 13 let vězení mu byl uložen v roce 1980 za vraždu, když se údajně popral kvůli nevěře své manželky se svým nejlepším přítelem a ten vypadl z okna. Z vězení byl propuštěn v souvislosti s amnestií Václava Havla v roce 1990. V roce 1992 skončil ve vězení znovu, když byl potrestán za loupež. Převážnou dobu 80. a 90. let 20. století strávil ve výkonu trestu. Potrestán byl také za opakované krádeže, porušování domovní svobody, ublížení na zdraví, úvěrový podvod či neoprávněné opatření platebního prostředku. Tresty za výtržnosti a krádeže byly předmětem amnestie Václava Klause. Poprvé byl trestán v roce 1977, naposledy v roce 2018.
Prezidentem odpuštěné zbytky trestů byly uloženy za ozbrojenou loupež v trafice v Kladně, krádež kabátu v obchodu a krádež potravin z restaurace, odpykávat si je původně měl do srpna 2023. V. Grimm byl v roce 2017 na kladenském náměstí Svobody přepaden, oloupen a pobodán dvěma muži, stal se tedy obětí pokusu o vraždu. Život mu zachránil včasný lékařský zákrok, přesto přišel o slezinu. Současně má nemocné srdce a zhoubný nádor na plicích, který byl léčen několika cykly chemoterapie, podle svého vyjádření má též nádor na ledvině. Protože jeho zdravotní stav vyžaduje komplexní péči, kterou nemůže Vězeňská služba zajistit, byl mu soudem výkon trestu již v létě 2019 na jeden rok přerušen. Prognóza nemoci je velmi nejistá. Václav Grimm žije po omilostnění na ubytovně na okraji Kladna, podle svých slov má novou přítelkyni a jedná o práci přes agenturu.

### Třináctá milost (Ondřej)
Prezident na žádost ministryně spravedlnosti Marie Benešové udělil ve čtvrtek 19. března 2020 milost muži, který nesplňoval prezidentovu podmínku závažného zdravotního stavu. Vězni prominul zbytek nepodmíněného trestu odnětí svobody za zanedbání povinné výživy. Milostí prezident ocenil jeho mimořádný skutek, když poskytnutím první pomoci zachránil další osobě život. Omilostněný již vykonal větší část uloženého trestu, ve věznici pracoval a její ředitel jej hodnotil velmi kladně.
Vězeň Ondřej v příbramské věznici vykonával dvouletý trest, který mu byl udělen za zanedbání povinné výživy syna v letech 2014, 2015 a 2017. Propuštěn na svobodu měl být na konci listopadu 2020, o předčasné podmíněné propuštění neusiloval. Za neplacení alimentů byl potrestán opakovaně, nepodmíněný trest odnětí svobody mu byl před tím uložen čtyřikrát, přičemž v roce 2013 mu výkon trestu zkrátila amnestie Václava Klause. Potrestán byl též za neoprávněný zásah do práva k domu, odsouzen byl i za neoprávněný zásah do práva k domu a za ohrožení pod vlivem návykové látky spojené s neoprávněným užíváním cizí věci.
Vězeň spolu s dalšími dvěma vězni pracoval 5. února 2020 na venkovním nestřeženém pracovišti v areálu výrobní společnosti na Příbramsku, kde se jedné z pracovnic společnosti udělalo náhle nevolno, následně upadla do bezvědomí a došlo k srdeční zástavě. Zatímco její kolegyně zavolala záchrannou službu, přispěchal k ženě vězeň Ondřej, zkontroloval životní funkce, po zjištění zástavy dechu a absence pulsu a zahájil masáž srdce. Současně postupoval dle dalších pokynů operátorky tísňové linky. Po dvou minutách se podařilo životní funkce obnovit, v masáži pokračoval do příjezdu zdravotnické záchranné služby. Sedmapadesátiletá pacientka byla s rozsáhlým infarktem převezena do pražské nemocnice, kde se podrobila úspěšné operaci.
Věznice vězni za záchranu života poděkovala a její ředitel mu udělil finanční odměnu dle zákona. Prezidentské kanceláři následně obdržela anonymní žádost o milost, kterou postoupila k předběžnému posouzení ministerstvu spravedlnosti. Ministryně M. Benešová podala návrh na udělení milosti ze zásadních humanitárních důvodů pro mimořádnou povahu činu odsouzeného, přestože nesplňoval podmínky prezidenta. Omilostněný vězeň Ondřej při propuštění prohlásil, že udělá vše pro to, aby zůstal na svobodě.

### Čtrnáctá milost
Na žádost ministryně spravedlnosti Marie Benešové udělil prezident ve čtvrtek 19. března 2020 milost muži, který byl odsouzen k nepodmíněnému trestu odnětí svobody za maření výkonu úředního rozhodnutí a ohrožení pod vlivem návykové látky. Omilostněný má dlouhodobě nepříznivý zdravotní stav způsobený závažným srdečním selháním, které jej ohrožuje na životě. Prezidentova milost se nevztahuje na současně uložený tříletý trest zákazu řízení motorových vozidel.
Muž byl odsouzen k pěti měsícům ve vězení, že přes opakovaný soudní zákaz řízení v Brně řídil auto a to ještě opilý. Nešlo o jeho první střet se zákonem, dříve byl vícekrát potrestán za maření výkonu soudního rozhodnutí, trest mu byl udělen za krádež a též za nadržování spojené s křivou výpovědí. Od roku 2015 omilostněnému selhává srdce, příznaky se postupně zhoršují. S nevratně poškozeným srdečním svalem čeká na transplantaci srdce, která je jedinou možností léčby. Zdravotní stav mu již několik let neumožňuje výkon trestu, který mu byl soudem pětkrát odložen. O milost požádala matka omilostněného právě z důvodu jeho špatného zdravotního stavu.

### Patnáctá milost
Prezident republiky na návrh ministryně spravedlnosti Marie Benešové udělil v pátek 18. září milost mladému muži, který prodělává vážné onkologické onemocnění. Omilostněnému byl prominut zbytek jednoho a celý druhý nepodmíněný trest odnětí svobody, kterými byl potrestán za méně závažnou trestnou činnost převážně drobného majetkového charakteru. Prezident Zeman přihlédl k nízkému věku žadatele i k závažnosti onemocnění, kvůli kterému mu byl výkon trestů opakovaně soudem přerušený. K žádosti se s pozitivním hodnocením připojila sociální pracovnice azylového domu pro mladé, ve kterém odsouzený žije.

### Šestnáctá milost
V úterý 20. října 2020 podmíněně omilostnil prezident Zeman z humanitárních důvodů matku nezletilých dětí. Omilostněná byla odsouzená za méně závažnou trestnou činnost převážně drobného majetkového charakteru k pěti nepodmíněným trestům odnětí svobody. Na návrh ministryně spravedlnosti Marie Benešové jí Miloš Zeman tyto tresty prominul s podmínkou, že se během tří let následujících po udělení milosti nedopustí úmyslného trestného činu. Omilostněná nesplňovala prezidentovu podmínku závažného zdravotního stavu. Prezident však při rozhodování zohlednil, že žena sama řádně pečuje o pět nezletilých dětí, přičemž vzornou péči potvrdila vedoucí místně příslušného oddělení sociálně právní ochrany dětí i ředitelka azylového domu, kde rodina odsouzené žije. V případě nástupu odsouzené do výkonu trestu by děti musely být umístěny do dětských domovů. Prezident přihlédl i ke zdravotnímu stavu nejstarší dcery odsouzené, které po dřívějších traumatických zkušenostech dlouhodobě pomáhá psycholog a dětský psychiatr a u které by odloučení od matky během výkonu trestu dále zhoršilo psychický stav.
Podle rejstříku trestů byla žena v minulosti opakovaně trestána. Před omilostněnými tresty byla devětkrát odsouzena, přičemž převážně byly trestány krádeže, též ublížení na zdraví či výtržnictví; na některé z trestů se vztahovala amnestie. Milost se vztahovala mimo jiné na čtyři rozsudky, které trestaly osm krádeží v letech 2013 až 2019, kdy žena kradla v prodejnách potravin zboží v řádu stokorun, například uzeniny, maso nebo víno.
Kvůli péči o nejmladšího potomka měla žena výkon trestu odnětí svobody odložený soudem do 21. listopadu 2020. První žádost odsouzené o milost ministerstvo spravedlnosti v květnu 2020 zamítlo. Druhou žádost o milost odsouzená odůvodnila obavami o život nejstarší dcery, která trpí depresemi a která má podle psycholožky sebevražedné tendence kvůli blížícímu se nástupu matky do vězení. Dcera byla v péči psycholožky od roku 2017, kdy byla její matka též ve vězení a jí v té době zneužíval partner matky. Od června 2020 mluvila dcera v souvislosti s nástupem matky do výkonu trestu dcera o sebevraždě, podle psycholožky šlo o věrohodné vyjádření. Psychiatr uvedl, že nepříznivou situaci řeší nezletilá dívka sebepoškozováním a užívání léků. Na základě těchto okolností označila ministryně případ za výjimečný a vzhledem k zájmu dítěte postoupila žádost k posouzení Kanceláři prezidenta republiky.

### Sedmnáctá milost (Daniel Vlachynský)
Dne 16. prosince 2020 udělil prezident Zeman svou sedmnáctou milost ze zcela výjimečných důvodů. Na návrh ministryně spravedlnosti Marie Benešové omilostnil muže odsouzeného za výtržnictví a těžké ublížení na zdraví ve stádiu pokusu. Milost udělil z výjimečných humanitárních důvodů, přestože omilostněný nesplňoval podmínky, které si Zeman sám stanovil – nebyl ve vážném zdravotním stavu. Hlavním důvodem byla záchrana tonoucí ženy, příkladný výkon svého povolání a „řádný život“, který do doby spáchání činu muž vedl. Milostí byl muži zrušen podmíněný trest a zbytek trvání trestu v podobě zákazu účasti na sportovních, kulturních a jiných společenských akcích, odsouzení bylo i zahlazeno.
Policista Daniel Vlachynský sloužil u elitního oddílu majícího na starost ochranu ústavních činitelů. V minulosti chránil významné politiky – ministra vnitra M. Chovance a po spáchání trestného činu ministra obrany L. Metnara. Ten později jeho práci a chování hodnotil pozitivně. V roce 2017 se Vlachynský zapojil do rvačky před diskotékou, která se konala v sokolovně v Otaslavicích na Prostějovsku. Podle státního zástupce Petra Bejšovce napadl Vlachynský bezdůvodně protivníka, zaklekl jej na zemi, zbil do bezvědomí a údery pěstí do obličeje způsobil zlomeninu nosu, zranění čelisti a zlomeninu spodiny očnice. Policista Vlachynský líčil události odlišně, ale soud se přiklonil k verzi státního zástupce a posudku soudního znalce, zohlednil i předchozí napadení jiného návštěvníka na stejné diskotéce. Za pokus ublížení na zdraví a výtržnictví uložil Okresní soud v Prostějově trest odnětí svobody na tři roky s podmíněným odkladem na 3,5 roku, v rozsudku soudce Petr Vrtěl také odsouzenému vytkl, že svým chováním zcela pošlapal etický kodex policie. Policista se proti trestu odvolal i na základě jemu příznivého posudku z biomechaniky a senát odvolacího krajského soudu v Brně rozsudek zrušil. Okresní soud při opakovaném projednávání provedl rekonstrukci na místě činu a vyslechl znalce, který ustoupil z některých svých závěrů. V září 2019 uložil Okresní soud v Prostějově znovu stejný trest a spojil jej se zákazem navštěvovat kulturní a společenské akce s podáváním alkoholu. Verdikt následně potvrdil Krajský soud v Brně.
Daniel Vlachynský ještě před pravomocným rozsudkem ukončil služební poměr u Policie ČR a stal se příslušníkem armády, neboť v době přijetí splnil veškeré podmínky pro přijetí včetně čistého trestního rejstříku. Ze služebního poměru byl propuštěn v době tříměsíčního kurzu základní přípravy, protože nezbytné podmínky pro službu přestal splňovat.
Na pražské Hostivařské přehradě se 21. srpna 2020 topila žena, ležela na hladině s obličejem ponořeným ve vodě. Daniel Vlachynský si bezvládného těla všiml jako první, k tonoucí doplaval a vytáhl ji na břeh. Následně zahájil resuscitaci, přítomné rybáře požádal o přivolání záchranné služby. Žena při resuscitaci nabyla vědomí a při příjezdu záchranářů byla ve stabilizovaném stavu. Podle svých slov dostala při plavání křeč a nemohla se hýbat, díky včasné reakci a záchraně však přežila, nejspíše bez následků. Podle ministryně Benešové by žena bez zásahu Vlachynského nepřežila.
V druhé polovině roku 2020 požádal Daniel Vlachynský o milost včetně zahlazení trestu. Žádost odůvodnil, že ač se do rvačky zapojil, skutku se nedopustil a byl odsouzen i přes rozpory v provedeném dokazování. Zároveň byl jediný potrestaný z hromadné rvačky, kde bylo více zraněných, aniž by byli potrestáni její iniciátoři. Uložený trest považujete vzhledem k dopadu na jeho profesní uplatnění za nepřiměřený. Uvedl též, že s elitním výcvikem by rád sloužil své zemi. V přípisu ministryně Benešové prezidentské kanceláři je vyzdvižena záchrana života.
Přestože prezident bývalého ochránce omilostnil a zahladil jeho odsouzení, služba v armádě není nadále možná, protože podle mluvčí Generálního štábu AČR Magdaleny Dvořákové se při posuzování trestní bezúhonnosti nepřihlíží k zahlazení odsouzení rozhodnutím prezidenta.

### Osmnáctá milost
Prezident Zeman udělil ve středu 31. března 2021 milost onkologicky nemocnému muži, kterému prominul zbytek nepodmíněného trestu vězení za loupež a nebezpečné vyhrožování. Omilostněný muž měl již v minulosti přerušený výkon trestu pro svůj vážný zdravotní stav. V době omilostnění jej několik chronických chorob v kombinací s dlouhodobou léčbou onkologického onemocnění jej ohrožovalo na životě. Po předchozím přerušení výkonu trestu byl několik týdnů hospitalizován v civilní nemocnici, v době po udělení milosti má naplánované další operace. Prezident se rozhodl udělit milost na návrh ministryně spravedlnosti Marie Benešové i přesto, že omilostněný se před 30 lety dopustil velmi závažného násilného trestného činu, který nebyl v oznámení blíže konkretizován. Udělená milost se nevztahuje na soudem zakázaný pobyt na území města Prahy.
Omilostněný byl poprvé odsouzený v roce 1982 za podílnictví, v době milosti měl v rejstříku trestů sedm dalších záznamů. Následovaly tresty za neoprávněné užívání cizí věci, ohrožování mravní výchovy mládeže, příživnictví či zpronevěru. Popáté byl odsouzen ještě před rokem 1989 za svémocné odloučení od vojenského útvaru. V roce 1991 byl Městským soudem v Praze odsouzen za vraždu veřejného činitele, krádež a podvod k nepodmíněnému trestu odnětí svobody na 13 let. Z výkonu trestu byl podmíněně propuštěn po odpykání 9 let a v následné zkušební době se osvědčil.
V dubnu 2015 spáchal muž další trestný čin: v prodejně umístěné ve vestibulu metra v Praze se přiblížil k prodavačce, k její boku přitiskl špičku třiceticentimetrové jehlice z deštníku a dožadoval se vydání peněz. Prodavačka mu však peníze odmítla vydat, načež svůj pokus pachatel vzdal. Při odchodu z obchodu jí ještě hrozil slovy „já se vrátím a stejně tě píchnu“. Obvodní soud pro Prahu 7 tento čin potrestal podmíněným tříletým trestem se zkušební dobou pěti let, během které měl být pod dohledem probačního úředníka. Trest doplňovat zákaz pobytu v hlavním městě na pět let. Protože byl pachatel odsouzen Okresním soudem v Liberci za krádež k nepodmíněnému trestu a ani ve zkušební době nedodržoval podmínky dohledu, byl mu trest za loupež změněn na nepodmíněný trest. V době omilostnění zbývalo z trestu ještě 660 dní, tj. přibližně 22 měsíců.
Pokud by probíhal výkon posledního trestu standardně, měl odsouzený opustit vězení v září 2020. Soudy mu ale pro špatný zdravotní stav výkon trestu opakovaně přerušily. V žádosti o milost, kterou sám v lednu 2021 zaslal ministerstvu spravedlnosti, uvedl nadcházející důležitou operace i několik dalších lékařských zákroků, které má podstoupit. Podle zdravotní zprávy věznice má zhoubný nádor v polykacích cestách a nedávno objevená další ložiska rakoviny na plicích s možností plicní tuberkulózy. Kromě onkologických onemocnění trpěl omilostněný řadou vleklých nemocí včetně žloutenky a astmatu. Celkově hodnotila věznice onemocnění muže jako závažná s nejistou prognózou.

### Devatenáctá milost
V úterý 1. června 2021 udělil prezident Zeman milost muži, kterému prominul zbytek desetiměsíčního nepodmíněného trestu vězení a další podmíněný trest odnětí svobody uložený pro zanedbání povinné výživy. Žádosti o milost předložila prezidentovi k posouzení ministryně spravedlnosti Marie Benešová. Milost byla udělena výjimečně především z humanitárních důvodů, protože chronická onemocnění omilostněného nedosahují požadované míry závažnosti. Humanitárním hlediskem bylo umožnění péče omilostněného o jeho nezletilou dceru, jejíž matka v minulých dnech zemřela po závažném onkologickém onemocnění. Prezident přihlédl k tomu, že omilostněný běžné výživné již delší dobu platí, a ke skutečnosti, že udělená milost nemění nic na povinnosti omilostněného uhradit dlužné výživné.
Omilostněný muž má osm záznamů v rejstříku trestů – byl potrestán za loupež, krádež, dvakrát za řízení bez řidičského oprávnění a čtyřikrát za neplacení alimentů. Naposledy byl muž odsouzen břeclavským okresním soudem za neplacení výživného na nezletilého syna – jeho matce za alimenty od roku 2006 nezaplatil více než 111 tisíc korun. Do věznice nastoupil 16. března 2021 a trest by mu skončil 16. ledna 2022, pokud by nepožádal o podmíněné propuštění po odpykání poloviny trestu. Důvodem pro propuštění byla nezletilá dcera, s jejíž matkou muž nežil od roku 2017. Dceru dostal původně do své péče, později však kontaktoval úřady, že pro dceru již nemá vhodné podmínky. Dceru si tehdy převzala matka, která však měla rakovinu v konečném stádiu, dívka proto bydlela střídavě u současné družky muže a u své tety. Omilostněný výživné na dceru platil s pomocí současné družky a dle svých finančních možností a dívka se s ním nadále stýkala. Probíhající výkon trestu však znamenal nutnost nástupu dcery do dětského domova. V žádosti o milost muž uvedl, že pro nutnost placení výživného si našel práci, ale pro onemocnění byl v pracovních neschopnosti. Připomněl své přetrvávající deprese a sedm epileptických záchvatů prodělaných v prosinci 2020 a lednu 2021.

### Dvacátá milost (Pavel Podroužek)
Ve čtvrtek 9. září 2021 udělil prezident Miloš Zeman milost chronicky nemocnému muži, šestačtyřicetiletému olomouckému podnikateli Pavlu Podroužkovi. Nařídil zastavení jeho trestního stíhání za zločin zkrácení daně, poplatku a podobné povinné platby a zároveň mu prominul půlroční podmíněný trest za ohrožení pod vlivem návykové látky. Milost prezidenta se nevztahovala na trest zákazu řízení motorových vozidel uložený současně s podmíněným trestem. Důvodem byl špatný zdravotní stav omilostněného, který má chronické onemocnění životně důležitých orgánů. Při toto onemocnění se pacient pohybuje na hranici selhání orgánů a nemoc jej v souhrnu může ohrozit na životě. Informaci o udělení milosti zveřejnila Kancelář prezidenta republiky s několikadenním odstupem v úterý 14. září 2021, krátce po hospitalizaci prezidenta v Ústřední vojenské nemocnici. Jednalo se o třetí abolici udělenou Milošem Zemanem.
V minulosti byl Pavel Podroužek dvakrát odsouzen za trestnou činnost v silniční dopravě: v červnu 2013 mu byl OS v Uherském Hradišti uložen podmíněný trest odnětí svobody na tři měsíce se zkušební dobou 18 měsíců za přečin řízení pod vlivem návykové látky a trest zákazu řízení motorových vozidel na 3 roky. Podroužek řídil podnapilý 26. září 2018, přičemž dechová zkouška naměřila 2,6 ‰ alkoholu v krvi. Na jaře 2020 byl za tento čin potrestán podmíněným trestem odnětí svobody na 6 měsíců se zkušební dobou 18 měsíců. V březnu 2020 byl v Olomouci přistižen při řízení, přestože měl v té době odebraný řidičský průkaz. Na podzim 2020 mu byl za to uložen peněžitý trest 60 tisíc Kč za maření výkonu úředního rozhodnutí a vykázání. Od prosince 2020 byl trestně stíhán pro podezření, že v letech 2017–2018 zkrátil svojí daňovou povinnost na DPH v minimální výši 9,7 milionu korun, když do účetnictví dvou společností zahrnul fiktivní faktury. Na základě stížnosti Podroužka bylo v březnu 2021 toto trestní stíhání dozorovou státní zástupkyní zrušeno, policie ale měla případ dále prověřovat.
Žádost o milost pro Pavla Podroužka podaná jeho matkou Hanou Podroužkovou prostřednictvím zmocněnce došla na Pražský hrad 8. června 2021. Žádala o omilostnění syna kvůli krácení daní v řádu milionů korun; s ohledem na rozsah následně udělené milosti je vhodné uvést, že žádost nesměřovala k prominutí podmíněného trestu za řízení pod vlivem návykové látky. V okamžiku přijetí žádosti o milost však Pavel Podroužek nebyl pro daný zločin krácení daní stíhán – policisté jej podruhé obvinili až 21. června 2021 s výší způsobené škody sníženou na 7,8 milionu Kč. Hana Podroužková žádost o milost odůvodnila starostí o život a zdraví svého syna, v žádosti uvedla jeho vážný zdravotní stav v uplynulých 3 letech. Svá tvrzení doložila lékařskou dokumentací, která však podle Ministerstva spravedlnosti nebyla aktuální a jednoznačně z ní nevyplývalo bezprostřední ohrožení života.
Podroužek byl v červnu 2021 požádán o souhlas s řízením o milosti a o dodání lékařských zpráv dokládajících bezprostřední ohrožení života, což na konci července 2021 učinil. Žádost o milost předložila prezidentovi k posouzení ministryně spravedlnosti Marie Benešová. Prezidentovo rozhodnutí o abolici kontrasignoval předseda vlády Andrej Babiš.
Předseda Ústavního soudu Pavel Rychetský označil v obecné rovině žádost o milost podanou před obviněním za zcela neobvyklou. Milostí pro Pavla Podroužka se dle zdrojů Radiožurnálu začala zabývat Policie ČR.

### Dvacátá první milost (Miloš Balák)
V sobotu 26. března 2022 se prezident republiky rozhodl udělit milost Miloši Balákovi, když muži prominul nepodmíněný trest odnětí svobody, peněžitý trest a trest zákazu činnosti a to s účinky zahlazení odsouzení. Omilostněný ředitel Lesní správy Lány netrpěl nevyléčitelnou nemocí a nevyhověl tak jedné z podmínek, které si prezident sám pro udělení milostí stanovil. Milost byla pro své okolnosti považována za kontroverzní, byla okamžitě silně odmítnuta společností včetně ostatních nejvyšších ústavních činitelů a odborné veřejnosti a označena za nepřijatelnou Senátem. Udělení milosti bylo impulzem pro oživení veřejné i odborné diskuse o této pravomoci prezidenta či pro snížení rozpočtu Kanceláře prezidenta republiky na rok 2022. Miloš Balák zemřel v únoru 2025 na nádorové onemocnění tlustého střeva.

### Dvacátá druhá až dvacátá čtvrtá (manželé Kordysovi, společník)
Prezident omilostnil 23. listopadu manžele Kordysovy a jejich společníka, když manželům prominul nevykonané zbytky nepodmíněných trestů odnětí svobody, tresty vyhoštění z území České republiky na dobu neurčitou a tresty propadnutí věci a jejich společníkovi prominul podmíněný trest odnětí svobody a trest vyhoštění z území České republiky na dobu 3 let.
Polští manžele Jarosław a Karolina Kordysovi byli 19. října 2022 odsouzeni za trestný čin nedovolené výroby a jiného nakládání s omamnými a psychotropními látkami a s jedy k nepodmíněnému trestu 8 let vězení. Výše nepodmíněného trestu byla vzhledem k nižší společenské nebezpečnosti psychotropního nápoje ayahuasca, se kterým manželé obchodovali, kritizována laickou i odbornou veřejností, objevovaly se názory, že prezident by měl odsouzeným manželům udělit milost. Ministr spravedlnosti Petr Blažek se 30. října vyjádřil, že udělení milosti odsouzeným manželům prezidentovi nenavrhne, protože nesplňují prezidentem stanovená pravidla. Následující den strana Svobodní požádala otevřeným dopisem prezidenta o milost pro manžele Kordysovi, 10. listopadu poslal prezidentovi žádost o prominutí trestu pirátský poslanec Jakub Michálek. 18. listopadu oznámil ministr Blažek, že s prezidentem projednali případ manželů Kordysových a že prezident jeho návrhu na omilostnění vyhoví.

### Dvacátá pátá milost (Jana Nečasová)
Prezident republiky udělil 11. ledna 2023 milost Janě Nečasové, manželce bývalého premiéra Petra Nečase z ODS, když jí prominul zbytek zkušební doby podmíněného trestu uloženého v kauze zneužití Vojenského zpravodajství. Milost se nevztahuje na trest zákazu činnosti. Zeman se rozhodl zmírnit Nečasové trest pro uplynutí 10 let od spáchání skutků a pro řádný život omilostněné, odůvodnění milosti nijak nezmiňovalo závažný zdravotní stav omilostněné, podle serveru Seznam Zprávy nebyla nevyléčitelně nemocná. V rozhovoru pro televizi XTV prezident Zeman den po udělení milosti doplnil, že považuje Roberta Šlachtu a „jeho kovbojský tým za poněkud odpudivé zjevy“.
Miloš Zeman se milostí pro Nečasovou začal zabývat už na konci roku 2022, když dostal dopisem žádost od bývalého prezidenta Václava Klause. O milost požádala později jedna z dcer Jany Nečasové, přičemž žádost byla prezidentovi republiky předána osobně 2. ledna 2023 (nebyla podána prostřednictvím podatelny KPR). V ten den Jana Nečasová se setkala s prezidentem Zemanem osobně na večeři bývalých premiérů v Kramářově vile. Žádost o milost nepřišla do Kanceláře prezidenta republiky přes Ministerstvo spravedlnosti, které proto o této věci nevedlo žádné řízení. Ministerstvo jen obdrželo od KPR konečné rozhodnutí prezidenta o prominutí, prezident v případě této milost nedodržel obvyklý postup prvotního posouzení milosti Ministerstvem spravedlnosti. Na veřejnost se informace o milosti udělené 11. ledna dostala 20. ledna 2023.
Ještě s předchozím příjmením Nagyová působila od roku 2010 jako vrchní ředitelka kanceláře předsedy vlády Petra Nečase. V té době zadávala práci příslušníkům Vojenského zpravodajství, po kterých nezákonně požadovala sledování Radky Nečasové, tehdejší premiérovy manželky. Sledováním manželky chtěla získat informace o předpokládané nevěře a uspíšit tak rozvod Nečasových. Kauza přispěla k pádu vlády Petra Nečase v červnu 2013. Soud ji v roce 2019 za dva přečiny zneužití pravomoci úřední osoby potrestal podmíněným trestem odnětí svobody na tři roky s pětiletou zkušební lhůtou a zároveň zákazem působení ve vedoucích funkcích státní správy. Podmíněné tresty a zákazy činnosti dostali také tehdejší ředitel Vojenského zpravodajství Ondrej Páleník a zpravodajci Jan Pohůnek a Milan Kovanda; těm milost prezidenta udělena nebyla. V roce 2021 odmítl odvolání odsouzených Nejvyšší soud a stejný závěr učinil na konci listopadu 2022 i Ústavní soud.
Soudy se od roku 2013 zabývají několika dalšími kauzami spojenými s Janou Nečasovou a Petrem Nečasem. Bez omilostnění by Janě Nečasové v těchto kauzách hrozilo, že by mohla skončit ve vězení. Podle Deníku N budou soudy v dalších kauzách nahlížet na omilostněnou jako netrestanou, což může mít příznivý vliv na případnou výši trestu.
Manžel Petr Nečas ve vyjádření pro TV Nova poděkoval prezidentovi za „jeho nezaujatý a lidský přístup.“ Premiér Petr Fiala odmítl udělení milosti komentovat s tím, že jde o pravomoc prezidenta republiky a že nezná prezidentovy motivace (zda nejsou přítomné zdravotní či jiné důvody). Podle Fialy jde o druhou milost, která vyvolává u veřejnosti řadu otázek a mnohdy nesouhlas. Robert Šlachta, bývalý ředitel Útvaru pro odhalování organizovaného zločinu, který zásah na Úřadu vlády provedl, označil milost za „absolutní prasárnu“ a „další totální pošlapání spravedlnosti“. Jakub Michálek dal ve vyjádření pro ČT24 milost do souvislosti s končícím mandátem prezidenta Zemana, kdy připomněl časté udělování milostí končícími prezidenty svým spojencům, přičemž tuto milost vnímá jako druh protekce pro prominenty i jako zpronevěření ze strany Zemana vlastním slibům o využívání pravomoce milosti. Za nehoráznost Michálek označil udělení milosti jen Nečasové, když další v kauze odsouzení milost nedostali. Obdobný názor měla ministryně obrany Jana Černochová, podle které se milost měla týkat i potrestaných příslušníků Vojenského zpravodajství, aby ji mohla vnímat jako akt spravedlnosti. Ivan Bartoš, předseda Pirátů, poukázal na dodržování slibů v podání Zemana, když ironicky připomněl Kajínka, Baláka a Nečasovou jako trojici smrtelně nemocných. Marek Benda, šéf poslanců ODS, milost vzhledem ke svému názoru na někdejší zásah policistů uvítal. Senátorka Hana Kordová Marvanová vnímala omilostnění jako zneužití institutu milosti a popření principu rovnosti před zákonem. Petr Pavel, jeden z postupujících kandidátů na prezidenta, označil milost za další poručení pravidel, kterými se prezident staví nad soudy. Ústavní právník Ondřej Preuss považuje milost za neuvěřitelnou, protože její odůvodnění je nesmyslné; současně udělení takových milostí Zemanem jde podle jeho názoru úplně proti smyslu této pravomoci. Jaroslavu Spurnému, redaktorovi týdeníku Respekt, nebyl jasný smysl omilostnění, když do konce podmínky scházelo mírně přes rok, zároveň milost nepovažoval za běžně udělenou. Reportér Josef Klíma s ohledem na předchozí kontroverzní milosti považuje udělení této milosti za sice tichý, ale stejně brutální zásek do soukolí justice.

### Dvacátá šestá milost (Energie – stavební a báňská)
Prezident udělil 28. února 2023 milost firmě, když jí prominul zbytek trestu zákazu plnění veřejných zakázek a účasti na veřejné soutěži. Trest byl firmě uložen za zločin zjednání výhody při zadání veřejné zakázky, při veřejné soutěži a veřejné dražbě. Prezident přihlédl k nepříznivému dopadu trestu na zaměstnance společnosti i vykonání významné části trestu firmou. Hrad ve zprávě o milosti neuvedl jméno firmy, v době zveřejnění jméno omilostněné neznal ani ministr spravedlnosti Pavel Blažek.
Veřejnost se o milosti dozvěděla 7. března 2023, den před skončením druhého mandátu prezidenta; v době zveřejnění nebylo známo, kdy byla milost udělena. Jednalo se o další milost, která neodpovídala podmínkám, které si prezident pro udělování milosti nastavil. Zároveň byla v rozporu se stanoviskem prezidenta v případě žádosti o milost pro společnost TENTON na podzim 2016, podle kterého firmy obecně nesplňují žádnou ze tří prezidentem stanovených podmínek. Šlo o vůbec první milost, kterou český prezident udělil firmě – trestní odpovědnost právnických osob zavedl zákon číslo 418/2011 Sb., který byl účinný od ledna 2012. Podle ministra spravedlnosti Pavla Blažka je skutečnost, že subjektem milosti byla právnická osoba, která nemůže být smrtelně nemocná, nejspíše důvodem, proč žádost Hrad nepředal na ministerstvo, neb nebyl důvod případ prověřovat.
Karel Samec, mediální zástupce akciové společnosti Energie – stavební a báňská (ESB), Českému rozhlasu 7. března potvrdil, že společnost obdržela rozhodnutí prezidenta republiky o prominutí zbytku trestu zákazu plnění veřejných zakázek. Společnost o milost nepožádala, ale cení si jí. O milost požádala dopisem lobbistická organizace Konfederace zaměstnavatelských a podnikatelských svazů ČR, přičemž její prezident Jan Wiesner uvedl, že ho rozsudek v kauze nepřesvědčil o spáchání trestného činu. Miloš Balák odsouzený ve stejné kauze a omilostněný Zemanem v březnu 2022 o milost pro ESB nežádal, ani se za firmu nepřimlouval. Firma byla v roce 2022 odsouzena v kauze dvousetmilionové veřejné zakázky na zajištění a odvodnění svahů v Lánské oboře kolem vodní nádrže Klíčava (stejně jako dříve omilostněný Miloš Balák), kdy jí byl uložen peněžitý trest ve výši 5,4 milionu korun a na tři roky zakázána účast na veřejných zakázkách. Příjmy společnosti ESB podle rozsudku pocházely především z veřejných zakázek.
Podle společnosti ESB je rozsudek nesprávný a nespravedlivý, proto také podala dovolání k Nejvyššímu soudu České republiky, o kterém v době milosti nebylo rozhodnuto. I přes udělení prezidentské milost hodlala společnost ESB usilovat o očištění jména.
Petra Sedlaříka, místopředsedu Okresního soud v Kladně, který společnost ESB odsoudil, udělení této milosti po omilostnění Miloše Baláka nemůže překvapit. Podle soudce však zmiňovaný dopad na zaměstnance nemůže být argumentem, aby firma nebyla odsouzena – právnické osoby samy musejí předcházet páchání trestné činnosti, aby následky neohrožovaly své zaměstnance. Podle soudce prezident konfederace buď vůbec nečetl zdůvodnění rozsudku, anebo ho vykládá tendenčním způsobem. Podle ústavního právníka Jan Kysely bylo udělení milosti pokračováním trendu Miloše Zemana a jeho okolí, že pro ně neplatí pravidla. Omilostnění společnosti ESB mu připadalo podobně skandální jako omilostnění Miloše Baláka. Komentátor Petr Nováček považoval omilostnění na poslední chvíli za provokaci a vyslání signálu "jsem pořád tady a mějte se".
Po zveřejnění informace o milosti neurčené společnosti média uváděla jako možnou omilostněnou stavební společnost Metrostav, která odpovídala popsanému trestu. Pražský vrchní soud ji v červnu 2022 odsoudil za podplácení a manipulací s veřejnými zakázkami v korupční kauze Davida Ratha. Trestem pro společnost byl zákaz účasti na veřejných zakázkách po dobu tří let a pokuta 10 milionů Kč. Odboráři společnosti za asistence předsedy Českomoravské konfederace odborových svazů Josefa Středuly požádali v prosinci 2022 o milost.
Na udělenou milost podal stížnost k Ústavnímu soudu neuvedený muž. Ve stížnosti označil milost za excesivní a extrémní rozhodnutí, přičemž jejím udělením porušil prezident Zeman právo na rovnost před zákonem, dále právo na uplatňování státní moci jen v případech a mezích stanovených zákonem nebo právo na zachování základních náležitostí demokratického právního státu. Ústavní soud tuto stížnost odmítl pro nepřípustnost. V souladu se svým dlouhodobým stanoviskem soud konstatoval, že není příslušný k projednání rozhodnutí prezidenta o individuálních milostech. Usnesení připravil soudce zpravodaj Josef Fiala a hlasovalo o něm celé plénum.

## Prezidentem zamítnuté žádosti o milost

### Odsouzený upoutaný na lůžko
První žádost, kterou doporučila ministryně v demisi Marie Benešová kladně vyřídit, byla na Hrad odeslána 30. prosince 2013. Podle ministerstva žádost splňovala podmínku odsouzeného trpícího nevyléčitelnou nemocí a pro vážný zdravotní stav ohrožující život odsouzeného byla žádost vyhodnocena přednostně. Odsouzený při autonehodě utrpěl vážná zranění se závažným poškozením míchy a mozku, v důsledku čehož trpěl demencí a byl již několik let upoután na lůžko. Protože závažnost zranění podle soudního znalce vylučovala jakékoliv zlepšení i schopnost porozumět proti němu vedenému trestnímu řízení, požádal o prezidentskou milost žalobce. Prezident se žádostí zabýval, nechal zařídit návštěvu odsouzeného, ale 12. ledna informoval o zamítnutí žádosti. Důvodem bylo zjištění, že žadatel netrpí nevyléčitelnou nemocí a že proti němu a jeho rodině je vedeno asi 20 exekucí. Upřesnil také, že muži měla být udělena abolice a nikoliv milost, přičemž prezident Zeman abolici zásadně odmítá.

### Stíhaná upoutaná na lůžko
V roce 2014 byla ministerstvem předána žádost o abolici pro dívku, která v opilosti způsobila tragickou dopravní nehodu. Sedmnáctiletá spolujezdkyně při nehodě zahynula, řidička po havárii ochrnula od krku dolů, její různě ochrnuté končetiny se postupně deformovaly, byla trvale upoutána na lůžko, měla trvale poškozený mozek, trpěla demencí a nebyla schopna chápat trestní řízení, které bylo z toho důvodu přerušené. Prezident ověřoval, zda se k žádosti o milost přidala rodina zemřelé dívky. Pro nepřipojení pozůstalých oběti a pro absenci bezprostředního ohrožení na životě žadatelky milost neudělil.

### Vladislav Jarošek
Druhá žádost o milost předaná ministryní Válkovou v roce 2014 byla pro daňového podvodníka Vladislava Jaroška. Moravský podnikatel Jarošek byl zakládajícím členem mutěnické buňky SPOZ a osobně se znal s prezidentem. Lihovarník byl v červenci 2010 odsouzen k nepodmíněnému trestu odnětí svobody na 6 let společně se zákazem činnosti a to pro zločin zkrácení daně, poplatku a podobné povinné platby, kterým pří výrobě denaturovaného lihu vznikla škoda ve výši 70 milionů korun. Jaroškovo odvolání k vrchnímu soudu nebylo úspěšné, soud trest v roce 2012 potvrdil. Jarošek měl nastoupit do věznice v lednu 2013, ale požádal o odklad ze zdravotních důvodů a soud mu vyhověl. Další termín nástupu do věznice nedodržel, pátrala po něm policie a až po tři čtvrtě roku byl dopaden na Slovensku a vydán zpět. Žádost o milost byla odůvodněna závažným onemocněním srdečního svalu, které znemožňovalo odsouzenému výkon trestu pro nezvratnost zdravotního stavu a pro nemožnost zajištění potřebné lékařské péče. Podle lékařů byla předpokládaná délka života odsouzeného nejvýše 3 roky. Pro kriminální minulost odsouzeného, závažnost spáchaného trestného činu a pro skutečnost, že z lékařské zprávy přímo nevyplývala naprostá neschopnost výkonu trestu, navrhlo ministerstvo předané žádosti o milost nevyhovět. Žádost byla prezidentem zamítnuta, protože zdravotní stav žadatele nebyl nezvratný, naopak se mohl dle lékařských posudků výrazně zlepšit.
O milost pro Vladislava Jaroška požádal prezidenta na podzim 2016 jeho přítel, sexuolog Radim Uzel, znovu ze zdravotních důvodů souvisejících se srdcem. Kancelář prezidenta republiky předala žádost na ministerstvo k posouzení a ministr Pelikán ji po vyhodnocení předal prezidentovi k rozhodnutí. Avšak prezident republiky ani druhé Jaroškově žádosti nevyhověl a v únoru 2017 ji zamítl.

### Odsouzená s onkologickým onemocněním
V únoru 2016 předložil ministr spravedlnosti Pelikán prezidentovi dvě žádosti o milost, přičemž druhou ze žádostí prezident zamítl pro nesplnění podmínek. Žadatelkou byla žena odsouzená k nepodmíněnému trestu odnětí svobody na 6,5 roku za zpronevěru; jednalo se o její první trest. Žena jako účetní opakovaně převáděla finanční prostředky zaměstnavatele na svoje účty a následně je používala, čímž způsobila škodu nad 10 miliónů. O milost žádala především pro zdravotní problémy onkologického charakteru, pro které měla trest přerušen.

### Společnost TENTON
Společnost Konstruktiva Branko byla na jaře 2012 vybrána ve výběrovém řízení Středočeského kraje na rekonstrukci zámku v Buštěhradu, kterou měla provést za 215 milionů korun. Původní odhad nákladů od projektanta byl o 50 milionů korun nižší. V souvislosti s touto předraženou zakázkou protikorupční policie zadržela v květnu 2012 osm osob podezřelých z poškození zájmů EU, podplácení, přijetí úplatku a sjednání výhody při zadávání veřejné zakázky. Vedle hejtmana Davida Ratha a dalších šlo o Jana Drážďanského a Tomáše Mladého, ředitele a obchodního ředitele Konstruktivy Branko. Společnost Konstruktiva Branko prodala v srpnu 2012 svůj podnik nově vzniklé společnosti TENTON, kterou spoluvlastnil manažer Konstruktivy Branko. Společnost TENTON byla však vnímána stejně negativně jako Konstruktiva Branko a proto se jí nedařilo zajistit provozní financování. Na jaře 2013 sama na sebe podala insolvenční návrh.
Na jaře 2016 požádal o milost pro společnost TENTON její advokát Jan Vidrna, přičemž žádost podal na Ministerstvo spravedlnosti. Žádost odůvodňoval jiným vlastníkem, který ji koupil v dobré víře ještě před zahájením trestního stíhání, i krachem společnosti pro špatnou pověst, pro který nemůže být trestní řízení proti prázdné skořápce účelné. Na podzim ministr Robert Pelikán žádost přeposlal prezidentovi Zemanovi, protože se jednalo o první žádost o milost pro právnickou osobu. Podle vedoucí ústavněprávního oddělení ministerstva spravedlnosti Terezy Krupové byly milosti pro právnické osoby výkladově nejasnou oblastí vzhledem k relativně nové trestní odpovědnosti firem a proto se přikláněla k předání žádosti na Hrad, aby ministerstvo získalo zpětnou vazbu. Ministerstvo spravedlnosti nakonec jen žádalo vyjasnění prezidentova rozhodnutí o převodu vyřizování agendy milostí, neboť mělo za to, že toto rozhodnutí otázku právnických osob vůbec nezahrnuje. Prezidentův mluvčí na začátku října 2016 uvedl, že prezident firmě milost neudělí, protože firmy nesplňují žádnou ze tří prezidentem stanovených podmínek.

## Známé zamítnuté žádosti o milost

### Příbuzný Petra Wolfa
V lednu 2015 například o prezidentskou milost požádal u ministerstva spravedlnosti rodinný příslušník bývalého poslance Petra Wolfa. Ten byl v říjnu 2012 odsouzen k trestu šesti let odnětí svobody za podvod s dotacemi, ale do výkonu trestu v prosinci 2012 nenastoupil a byl považován za uprchlého. Žádost byla odůvodněna bezprávím spáchaném na odsouzeném, které údajně nenapravil ani Ústavní soud. Žádost zamítla v únoru 2015 ministryně Helena Válková.

### Petr Lang
O milost pro čtyřicetiletého zedníka Petra Langa požádaly jeho dvě nezletilé dcery. Lang dal facku muži, který dlouhodobě obtěžoval jeho dcery a kvůli kterému se rodina i přestěhovala. Muž po facce upadl, těžce se zranil a po několika dnech v nemocnici na následky zranění zemřel. Petr Lang byl odsouzen k trestu pěti let odnětí svobody nepodmíněně. Trest si odpykával ve věznici v Plzni, kam dcery kvůli finanční situaci nemohou z Ostravy dojíždět. Milost byla na jaře 2016 z Kanceláře prezidenta republiky předána na ministerstvo spravedlnosti a úředník kanceláře dívkám poradil zaměřit se na studium, aby pomohly matce překonat těžké období.

### Antonín Pospíšil
O milost prezidenta požádal Antonín Pospíšil z Bedihoště, který v březnu 2016 zastřelil svého tchána, aby ukončil desítky let trvající spory a teror, za což byl odsouzen k odnětí svobody na 13 let. Za jeho omilostnění se v petici postavila velká část obce. Kancelář prezidenta jej informovala o přenesení pravomoci na ministerstvo, to přes vyjádřené pochopení k ojedinělému případu mohlo konstatovat jen nesplnění podmínek.

### Pavel Kroneisl
Pavel Kroneisl žádal prezidenta o ukončení vleklého přestupkového řízení, které vede se svojí sestrou ve sporu o tři kopky hnoje. Podle tiskového mluvčího prezident žádosti nevyhověl.

### Konopný léčitel Dušan Dvořák
Vězněný konopný léčitel Dušan Dvořák požádal na konci dubna 2022 prezidenta o milost. Dvořák byl potrestán šestiletým trestem odnětí svobody za pěstování konopí pro léčebné účely. Jeho konopí obsahovalo větší množství THC, než legislativa v té době povolovala, ale stále obsahovalo násobně menší množství, než je potřebné na výrobu marihuany. V žádosti argumentoval ignorování některých důkazů ze strany soudů či změnou legislativy, která nově jeho činy nepovažuje ani za přestupek. Ministr spravedlnosti Pavel Blažek však Dvořákovu žádost zamítl.

## Zvažované milosti

### Úvahy o omilostnění Andreje Babiše

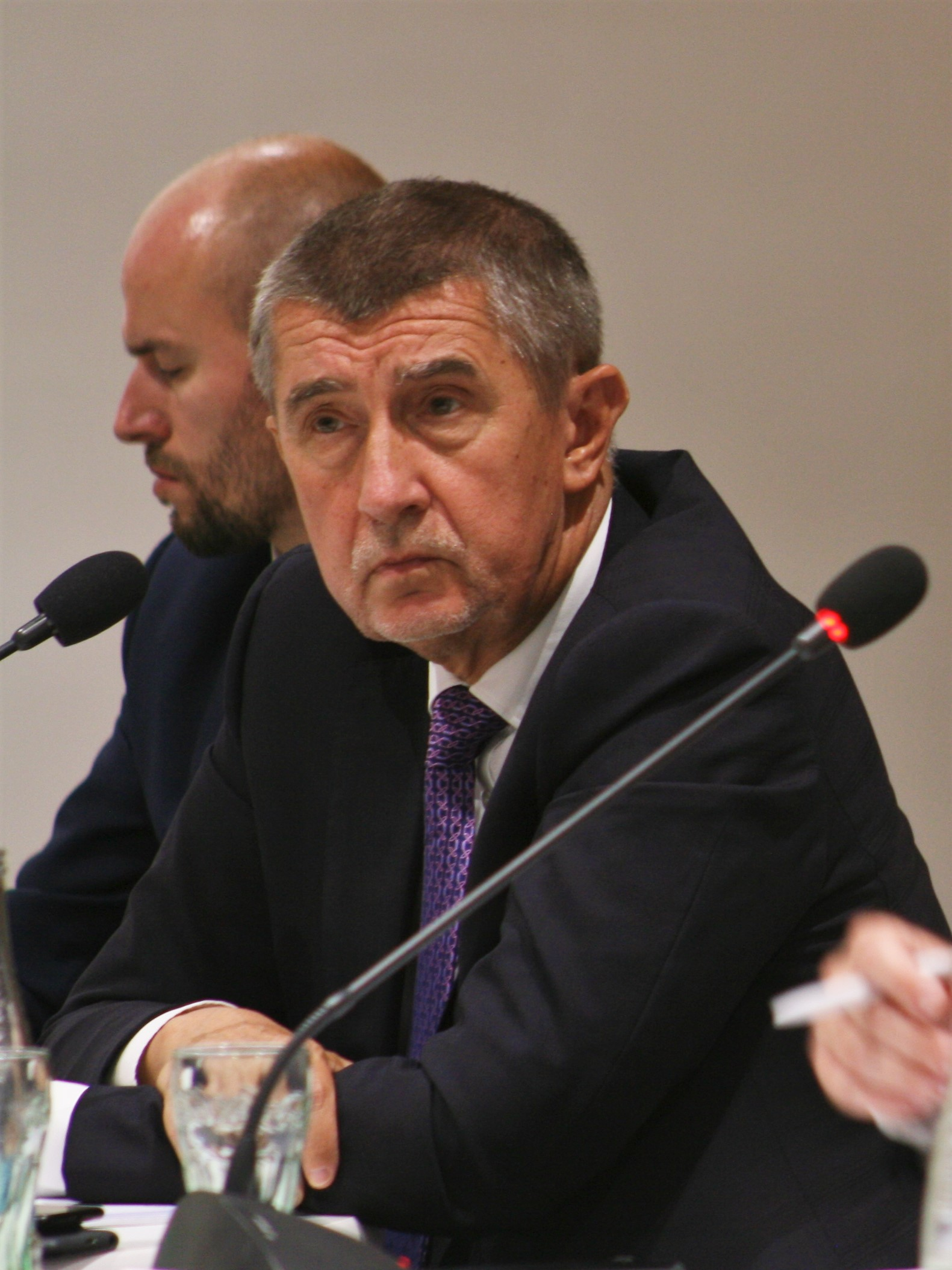
Premiér Andrej Babiš

V srpnu 2017 prezident Zeman jednoznačně odmítl, že by Andreji Babišovi v případě odsouzení dal milost. Uvedl, že „Babiš není Kajínek, který seděl 23 let.“ Při vystoupení v předvolební debatě kandidátů na prezidenta v České televizi 25. ledna 2018 potvrdil moderátorce Světlaně Witowské, že v žádném případě neuvažuje o udělení abolice premiéru Babišovi, protože se on sám musí očistit. Na otázku moderátorky, zda je možné se spolehnout, že v tomto případě nezmění názor, prezident Zeman potvrdil, že názor nezmění s poukázáním na své naprosté zesměšnění takovým činem.
Pavel Kroneisl požádal v roce 2018 prezidenta o amnestii pro premiéra Andreje Babiše. Premiér čelil podezření z ovládání médií spadajících pod holding Agrofert, který vložil v roce 2017 do svěřenských fondů kvůli zákonu o střetu zájmů. Možný přestupek premiéra proti zmíněnému zákonu posuzoval Městský úřad v Černošicích. Podle tiskového mluvčího prezident žádosti nevyhověl. Odmítnutí žádosti doprovázela rozdílná stanoviska právníků: např. dle Jana Lipavského prezident nemůže amnestovat individuální přestupek, podle Petra Kučery udělení amnestie určité osobě umožňuje prezidentovi zákon o odpovědnosti za přestupky a řízení o nich.
Na začátku září 2019 se prezident ke kauze Čapí hnízdo v souvislosti s premiérem Babišem vyjádřil, že může zvažovat kroky, které však budou aktuální až po ukončení posuzování na úrovní státního zastupitelství. Po pravomocném zastavení trestního stíhání Andreje Babiše a dalších Městským státním zastupitelstvím v Praze prezident v pořadu Týden s prezidentem vysílaném na TV Barrandov 19. září prezident uvedl, že pokud by bylo trestní stíhání obnoveno, využil by svého práva abolice a trestní stíhání zastavil. V rozhovoru pro Blesk tento úmysl potvrdil s vysvětlením, že Babiš je schopný premiér a nemá smysl jej v případě justičního ping-pongu zbytečně zatěžovat. Abolici by podle rozhovoru udělil i členům Babišovy rodiny.
Sám Andrej Babiš v září 2019 uvedl, že by abolici nepřijal s odkazem na svá dřívější prohlášení. Nad to úvahy o abolici označil za nesmyslné, podněcující pocity občanů, že je zpochybňován právní řád a rozhodnutí institucí právního státu.
Poté, co nejvyšší státní zástupce Pavel Zeman 4. prosince 2019 zrušil rozhodnutí o zastavení trestního stíhání premiéra Andreje Babiše a Jany Mayerové v kauze Čapí hnízdo, uvedl premiér Babiš, že s prezidentem Zemanem sdílejí stejný názor, že by se v jeho případě k abolici přistupovat nemělo. O den později prezident Zeman tuto domluvu potvrdil, ale uvedl, že pro abolici v konkrétním případě nevidí důvod. Odůvodnil to zastavením trestního stíhání Babišovy rodiny, ponecháním Jaroslava Šarocha dozorujícím státním zástupcem a výzvou policie k došetření případu.
Komentátor Jan Lipold považuje postoje prezidenta Zemana za doklad otřesného způsobu nakládání s institutem milosti, za nejhorší považuje používání milostí jako „tahu na šachovnici moci“. Připomněl též, že omilostnění Andreje Babiše by porušilo pravidla, která si Zeman pro posuzování milosti nastavil. Novinářka Lenka Zlámalová považuje prezidenta za hráče, velké dítě, které si rádo hraje, a udělení abolice by Zemana o hru s Andrejem Babišem připravilo.
Když v březnu 2022 prezident kontroverzně omilostnil pravomocně odsouzeného Miloše Baláka, ředitele Lesní správy Lány, vyjádřila se senátorka Miroslava Němcová, že podle ní podobná milost čeká i na Andreje Babiše. Souvislost mezi případem Baláka a Babiše nastínil i europoslanec za TOP 09 Luděk Niedermayer.
Když v září 2022 probíhalo soudní řízení v kauze Čapí hnízdo, ujistit prezident v rozhovoru pro iDNES.cz, že pro udělení milosti Andreji Babišovi nevidí důvod, protože státní zástupce navrhl pro Andreje Babiše pouze podmíněný trest (ale soudce není návrhem vázán), přičemž Zeman v případě podmíněných trestů milost neuděloval.
V říjnu 2022 komentoval Jan Urban spekulaci, že je na Hradě připravována abolice v závěru mandátu Miloše Zemana pro několik desítek vybraných osob, přičemž Andrej Babiš je jednou z těchto osob.
Otázka abolice se do veřejného prostoru vrátila na konci října 2022, když v souvislosti s ohlášením záměru kandidovat v prezidentských volbách 2023 Andrej Babiš připomněl, že mu byla prezidentem abolice kdysi nabídnuta a že ji odmítl. Premiér Petr Fiala následně uvedl, že jej Hrad v této otázce nekontaktoval a že by případnou abolici nekontrasignoval. Na dotaz Frekvence 1, zda by mu prezident v případě nepravomocného rozsudku udělil milost, připomněl, že prezident v takovém případě nemá žádnou kompetenci, a vyjádřil přesvědčení, že odsouzen ani nebude.
V rozhovoru pro Dvacet minut Radiožurnálu Českého rozhlasu v prosinci 2022 prezident Zeman vyloučil, že by se do okruhu případných milostí mohla dostat i kauza Čapí hnízdo.

### Diskuse o milostech pro občany Ukrajiny
Při setkání prezidenta s ministrem spravedlnosti Pavlem Blažkem 29. března 2022 na zámku v Lánech diskutovali žádosti občanů Ukrajiny vykonávajících trest odnětí svobody v České republice o udělení milosti.

### Abolice pro spolupracovníky prezidenta
Pavel Blažek v rozhovoru pro Seznam Zprávy v březnu 2023 uvedl, že prezident mu svěřil přání zastavit trestní stíhání vedoucího KPR Vratislava Mynáře v dotační kauze. Blažek o tom následně informoval premiéra Petra Fialu. Prezident se totiž domníval, že stíhání Miloše Baláka a Vratislava Mynáře byla zahájena jen pro jejich zaměstnání na Hradě. Dle informací Deníku N zveřejněných v lednu 2023 prezident Zeman v létě 2022 písemně požádal premiéra Petra Fialu o spolupodepsání abolice, tj. nepřípustnosti trestního stíhání, ve dvou konkrétních trestních řízeních týkající se nejbližších spolupracovníků Zemana, aniž by uvedl konkrétní jména osob. Premiér podle informací Deníku N abolice v obou případech nepodepsal. Podle Pavla Blažka bylo s premiérem domluveno, že žádosti o abolice projedná vždy celá vláda. Žádost vláda projednala v září 2022, žádost odmítla. Informace zveřejněné Deníkem N následně České televizi potvrdily dva zdroje z Úřadu vlády. Premiér se v lednu 2023 nechtěl k případu vyjadřovat, v obecné rovině se vyjádřil o několik dní později v debatě Deníku, že žádost může o abolici může přijít v důvěrném režimu a tím znemožnit veřejné komentování. Petr Fiala zdůraznil, že veřejnost ví, že žádná abolice udělena nebyla. Kandidát na prezidenta Petr Pavel v den zveřejnění označil navrženou abolici za nehoráznost. Samotný prezident den po zveřejnění v televizi XTV popřel, že by premiéra Fialu požádal o abolici v případě skartace či v případě BIS. Prezident Zeman argumentoval tím, že v daných případech neprobíhá trestní stíhání, přičemž podle prezidenta je abolice zastavením trestního stíhání (ve skutečnosti po udělení abolice nemůže být trestní stíhání zahájeno a případné probíhající stíhání je zastaveno). Ředitel legislativního odboru Hradu Václav Pelikán v odpovědi České televizi na začátku února 2023 přiznal, že KPR eviduje dva dokumenty žádosti o kontrasignaci abolice. Tyto dokumenty však vede v utajovaném režimu a nelze je proto poskytnout. V rozhovoru pro zpravodajský server Mladou frontu DNES v dubnu 2023 Miloš Zeman tvrdil, že vládu žádal o abolici dvakrát a v obou případech se týkala Vratislava Mynáře.
Policie ČR v roce 2022 vyšetřovala několik případů související s prezidentskou kanceláří. Jedním z nich bylo skartování tajné zprávy o zapojení ruských tajných služeb do výbuchů v muničním areálu ve Vrběticích, kterou osobně nařídil vedoucí kanceláře prezidenta republiky Vratislav Mynář. Policisté prošetřovali podezření, že k tajné zprávě měli přístup i osoby bez odpovídající bezpečnostní prověrky Národního bezpečnostního úřadu, což by mohl být např. Vratislav Mynář, poradce Martin Nejedlý či někdejší pověřený vedoucí bezpečnostního odboru Jan Novák. Druhým případem bylo prošetřování podezření důstojníka BIS z vynášení utajovaných skutečností prezidentovi a to o údajných odposleších spolupracovníků prezidenta.
V pondělí 6. března 2023 proběhla u večeře na zámku v Lánech poslední pravidelná schůzka premiéra Petra Fialy s prezidentem Zemanem. Deník N následně 10. března uvedl, že prezident na této schůzce požádal premiéra o spolupodepsání abolice pro Vratislava Mynáře v jeho dotační kauze a v dalším případu spojeného s Pražským hradem. Tehdejší vedoucí prezidentské kanceláře je od jara 2021 trestně stíhaný za poškozování finančních zájmů Evropské unie a dotačního podvodu. Předmětem je šestimilionová dotace pro Mynářovu společnost Clever Management na dostavbu penzionu v Osvětimanech na Uherskohradišťsku, kdy firma podle policie v žádosti o dotaci neuvedla veškeré údaje a peníze získala neoprávněně. Podle informací Deníku N premiér odmítl svůj podpis pod abolici připojit. Premiér Fiala žádost končícího prezidenta ještě projednal v utajeném režimu s přítomnými ministry na jednání vlády 8. března, kteří jeho rozhodnutí abolici nepodepsat podpořili. Odmítnutí udělení abolice našlo podporu i u opozičních politiků, např. podle místopředsedy Sněmovny Karla Havlíčka postupoval premiér správně. Složku s dokumenty prezident předal premiérovi osobně, není proto jisté, zda byl dokument v agendě Hradu řádně evidovaný. Ministr vnitra Vít Rakušan v souvislosti s touto žádostí o abolici poznamenal, že okolí prezidenta bylo větším problémem, než se myslelo; bylo strukturálním problémem, v mnoha ohledech možná bezpečnostním.

### Úvahy o omilostnění Metrostavu
V rozhovoru po skončení druhého mandátu Miloše Zemana uvedl ministr spravedlnosti Pavel Blažek, že se v zákulisí Hradu hovořilo o milosti pro společnost Metrostav. Pražský vrchní soud v červnu 2022 odsoudil společnost ke tříletému zákazu účasti ve veřejných zakázkách a pokutě 10 milionů Kč za podplácení a manipulaci s veřejnými zakázkami v korupční kauze Davida Ratha, dřívějšího hejtmana Středočeského kraje. Odboráři společnosti Metrostav se v létě 2022 obrátili na předsedu Českomoravské konfederace odborových svazů Josefa Středulu, co si o trestu myslí a co je možné učinit, protože podle jejich názoru trest zákazu účasti na veřejných zakázkách firmu ohrožoval. Podle vlastních slov jim J. Středula doporučil obrátit se s žádostí o milost obvyklým způsobem na Kancelář prezidenta republiky. Odboráři Metrostavu nechali žádost sepsat v advokátní kanceláři Benešová Beránek Blaha, kterou spoluvlastní i bývalá ministryně spravedlnosti Marie Benešová. Žádost o milost byla podána v prosinci 2022 přímo do KPR, přičemž tento dokument nebyl nikdy standardně předán na ministerstvo spravedlnosti, ministr spravedlnosti Pavel Blažek se o žádosti dozvěděl z médií. Žádost byla zdůvodněna strachem o budoucnost největší stavební společnosti v zemi ("uloženým trestem je bezprostředně ohrožena na svém právním životě"), která kvůli zákazu přijde o značnou část zakázek a bude propouštět (oproti tomu tiskový mluvčí společnosti po vynesení rozsudku připustil, že ekonomicky bude rozsudek velkým problémem, ale na tyto varianty se společnost připravovala a asi situaci zvládne). Žádost usilovala také o zastavení trestního stíhání Metrostavu v dalších třech případech. Josef Středula a Marie Benešová pro server Seznam Zprávy popřeli, že by se za tuto žádost u prezidenta přimlouvali. Na Hradě byla milost pro Metrostav zvažovaná, při případném omilostnění by důvodem milosti byla nemožnost dostavět bez Metrostavu metro v Praze a propuštění velkého množství zaměstnanců. Úředníci KPR nechtěli proces možné milosti pro Metrostav v lednu 2023 objasnit.

### Úvahy o omilostnění Antonína Michala
V lednu 2023 zveřejnil Deník N informaci o zvažované milosti pro odsouzeného Antonína Michala. Podnikateli Michalovi potvrdil Vrchní soud v Praze v prosinci 2019 trest osmi let odnětí svobody za podíl na daňových podvodech organizované skupiny při obchodování s pohonnými hmotami v řádu stamilionů v letech 2010 až 2012. Antonín Michal požádal o milost prezidenta republiky, přičemž žádost přišla oficiální cestou na ministerstvo spravedlnosti. Současně se za omilostnění u Miloše Zemana přimlouvala bývalá ministryně spravedlnosti Helena Válková, aniž by chtěla uvést důvod přímluvy. Podle několika zdrojů blízkých prezidentovi Miloš Zeman zvažoval, že milost udělí, což se ale nakonec nestalo.
Odsouzení Antonína Michala bylo v článku Václava Budinského na serveru Česká justice označeno jako "další neuvěřitelné pochybení justice". V článku obsahuje přehled nedostatků řízení i rozsudků, cituje též právní stanovisko prof. Jiřího Jelínka: „Z obou rozsudků nevyplývá, že by jakákoliv z forem spolupachatelství měla být v této trestní věci ze strany obviněného naplněna.“

## Abolice pro české bojovníky na Ukrajině
Po zahájení ruské invaze na Ukrajinu v únoru 2022 vyzval ukrajinský prezident Volodymyr Zelenskyj zahraniční veřejnost k zapojení do obrany Ukrajiny. Ředitel think-tanku Evropské hodnoty Jakub Janda odhadl počet zájemců o zapojení do bojů na Ukrajině na několik stovek. Česká legislativa na začátku konfliktu umožňovala českým občanům vstup do armády jiného státu jen na základě výjimky udělené prezidentem republiky, bez této výjimky by jim hrozil až pětiletý trest odnětí svobody. Politici uvažovali o změně zákona, aby službu v ukrajinské armádě umožnil. Senát formuloval návrh novely branného zákona a poslal jej k diskusi ve výborech, postoj premiéra k této iniciativě byl ale negativní a na začátku dubna Senát novelu neschválil.
Premiér Petr Fiala se 3. března 2022 dohodl s prezidentem Zemanem na garanci beztrestnosti českým občanům, kteří odjedou bojovat za Ukrajinu, a to formou abolice prezidenta kontrasignované premiérem. Důvodem pro zvolení výjimečného řešení byla nemožnost poskytnout kolektivní souhlas s odchodem do války v zahraničí a nemožnost poskytnout individuální schválení vzhledem k počtu zájemců. O výjimku na začátku března Hrad požádalo přibližně 300 zájemců. Předseda Ústavní komise Senátu Zdeněk Hraba označil obecný příslib abolice za nejhorší možné řešení, protože abolici nelze udělit před spácháním trestného činu. Prezident Zeman 11. května podepsal pro 103 zájemců souhlas se vstupem do ukrajinské armády, další žádosti úředníci v té době ještě zpracovávali. Naopak 218 zájemců se po rozhodnutí prezidenta do bojů nesmělo zapojit.
Na počátku září 2022 Policie ČR začala prověřovat první případy dobrovolníků, kteří bojovali na straně Ukrajiny při probíhající okupaci Ruskem, aniž by měli souhlas prezidenta. Podle informací zpravodajského serveru Aktuálně.cz je počet podezřelých do 10 osob. Kriminalisté prováděli první výslechy a zajišťovali důkazy. Podle advokáta dobrovolníků Václava Lásky se policisté snaží získat informace o dalších bojovnících. Láska hodlá postavit obhajobu svých klientů na faktu, že účast v bojích proti ruské agresi není společensky škodlivá, a také na dřívějších vyjádřeních nejvyšších ústavních činitelů, že na Ukrajině se bojuje za Česko a že je třeba ukrajinské armádě pomáhat.

## Spekulace o závěrečné abolici
Na konci října 2022 zveřejnil server HlídacíPes.org komentář Jana Urbana se spekulací o připravované abolici na konci mandátu prezidenta Zemana. Byla založená na informacích z jediného, důvěryhodného zdroje z Pražského hradu, ale nepodařilo se jí ověřit z dalšího zdroje. Podle zmíněných informací vedoucí Kanceláře prezidenta republiky Vratislav Mynář a ministr spravedlnosti Pavel Blažek měli z pověření prezidenta vybrat dvě až tři desítky osob, které jsou důležité, spřátelené a ohrožené trestním stíháním. Jednou z omilostněných osob měl být Andrej Babiš. Těmto osobám měly být uděleny individuální milosti formou abolice, tj. zastavením probíhajícího trestního řízení či zákazem trestní řízení zahájit. Protože abolice vyžaduje kontrasignaci předsedy vlády či jím pověřeného člena vlády, měla být spolupodepsána ministrem spravedlnosti Pavlem Blažkem, který měl ve vládě silnou pozici. Individuální milosti neměly být zveřejněné, oznámené a ani vysvětlené. K této abolici nedošlo.

## Hodnocení způsobu udělování milostí Milošem Zemanem
Novinář Jan Lipold označil Zemanův způsob zacházení s milostmi za natolik katastrofální, že milosti samotné diskreditoval. Zemanovi vyčítá, že bezostyšně porušoval zveřejněná svá vlastní pevná pravidla pro zcela výjimečné udělování milostí. Zatímco milosti pro Zemanovo okolí porušovala pravidla, tisíce jiných bezejmenných žádostí byly zamítnuty, protože nesplnily pravidla. Dle Lipolda neprospělo ani veřejné přemítání o milostech před jejich udělením. Václav Budinský hodnotí prezidenta ve věci milostí jako nemilosrdného, obcházejícího své podmínky pro kamarády. Podle komentátora Petra Honzejka prezidentovo nakládání s milostmi ukazuje, že Miloš Zeman je politickým podvodníkem: naslibuje, ale po získání moci s ní nakládá bez ohledu na sliby ve prospěch svůj a svého okolí. Server Seznam Zprávy ve shrnutí deseti let Miloše Zemana na Hradu konstatuje, že jen 10 udělených milostí splňovalo prezidentovy vlastní podmínky, u zbylých 16 milostí prezident tyto podmínky nedodržel. Politolog Lubomír Kopeček z Masarykovy univerzity vidí celou Zemanovu politickou strategii od voleb 2013 jako postavenou na rozdělování společnosti, což Anna Kottová ilustruje i kontroverzní milostí pro Jiřího Kajínka. Podle investigativního novináře Lukáše Valáška byly milosti udělené Miloši Balákovi a Janě Nečasové ukázkou zneužití moci hlavy státu.